# Międzylesie

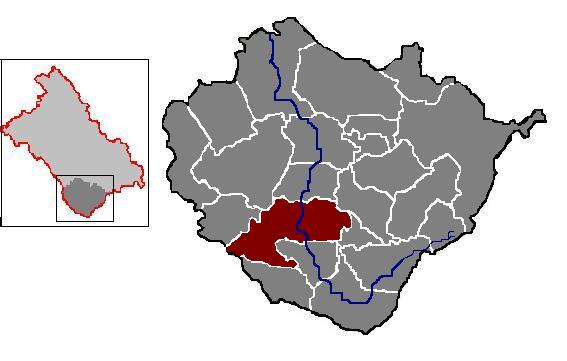
Położenie Międzylesia na tle gminy

Międzylesie (niem. Mittelwalde, dial. Mèttewaale, czes. Mezilesí, dawniej Středolesí) – miasto w Polsce, w województwie dolnośląskim, w powiecie kłodzkim, siedziba gminy miejsko-wiejskiej Międzylesie. Leży nad Nysą Kłodzką, na obszarze historycznej ziemi kłodzkiej. W latach 1975–1998 miasto administracyjnie należało do województwa wałbrzyskiego.
Według danych GUS z 1 stycznia 2023 r. miasto miało 2410 mieszkańców (794. miejsce w kraju).
Ośrodek obsługujący ruch tranzytowy między Polską a Czechami, przy międzynarodowej linii kolejowej Wrocław – Praga. Miasto jest ośrodkiem turystyczno-krajoznawczym. Zlokalizowany tu jest drobny przemysł.

## Środowisko naturalne

### Geografia
Międzylesie jest niewielkim miastem w południowej części krainy geograficznej o nazwie Rów Górnej Nysy, a dokładniej w centrum Wysoczyzny Międzylesia. Od zachodu wznoszą się Góry Bystrzyckie, a od wschodu Masyw Śnieżnika. Historycznie jest to część ziemi kłodzkiej.
Miasto leży najdalej na południe w województwie dolnośląskim, na wysokości 435–470 m n.p.m. Od północy graniczy z Nagodzicami, na zachodzie z Lesicą i Różanką, na wschodzie z Dolnikiem i Szklarnią, a na południu ze Smreczyną oraz Kamieńczykiem.

### Warunki naturalne

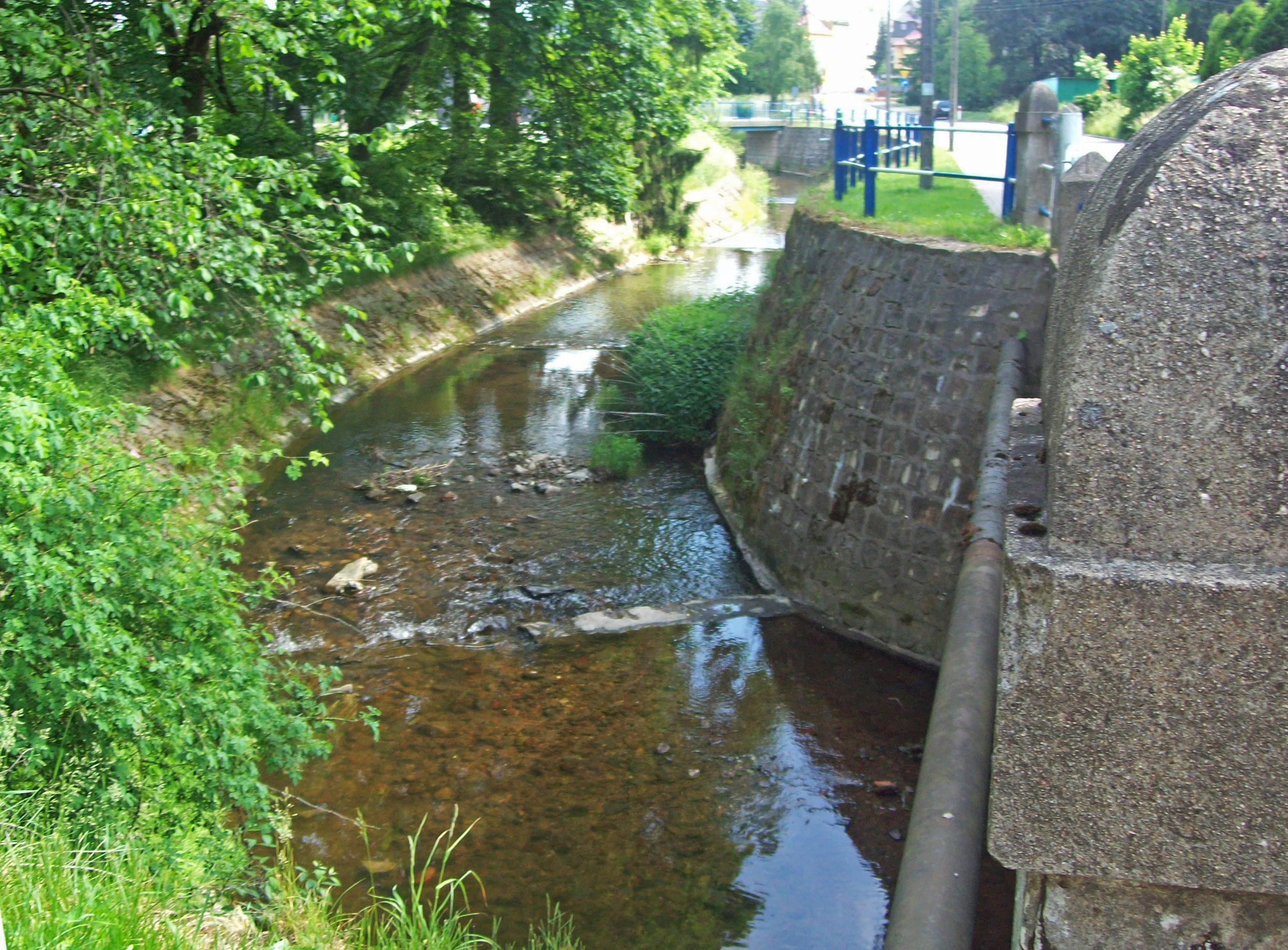
Nysa Kłodzka – główna rzeka przepływająca przez miasto

Międzylesie stanowi ogniwo bardzo długiego ciągu osadniczego w Dolinie Nysy Kłodzkiej, a jego zabudowania łączą się z Nagodzicami na północy i Smreczyną na południu. Rozciągłość zabudowań miejskich w kierunku południkowym wynosi ok. 3 km, zaś w kierunku równoleżnikowym ok. 1,5 km. Oś całego zespołu wyznacza Nysa Kłodzka, wzdłuż której rozciąga się miasto. W samej miejscowości uchodzi do niej Polna.
Międzylesie leży w klimatycznej strefie przejściowej, z niewielką przewagą klimatu kontynentalnego. Średnia temperatura roku wynosi +7,4 °C, z kolei roczna amplituda sięga +19,3 °C. Opady atmosferyczne zamykają się w granicach 599 mm.

### Budowa geologiczna
Wzniesienia otaczające Międzylesie zbudowane są z łupków krystalicznych i gnejsów, natomiast w Rowie Górnej Nysy zalegają górnokredowe piaskowce, na których ciągną się gliny zwałowe i osady plejstoceńskie. Wykształciły się na nich średniej klasy gleby. W łupkach grafitowych z pirytem, znajdujących się w okolicy, występuje jarosyt.

## Przyroda

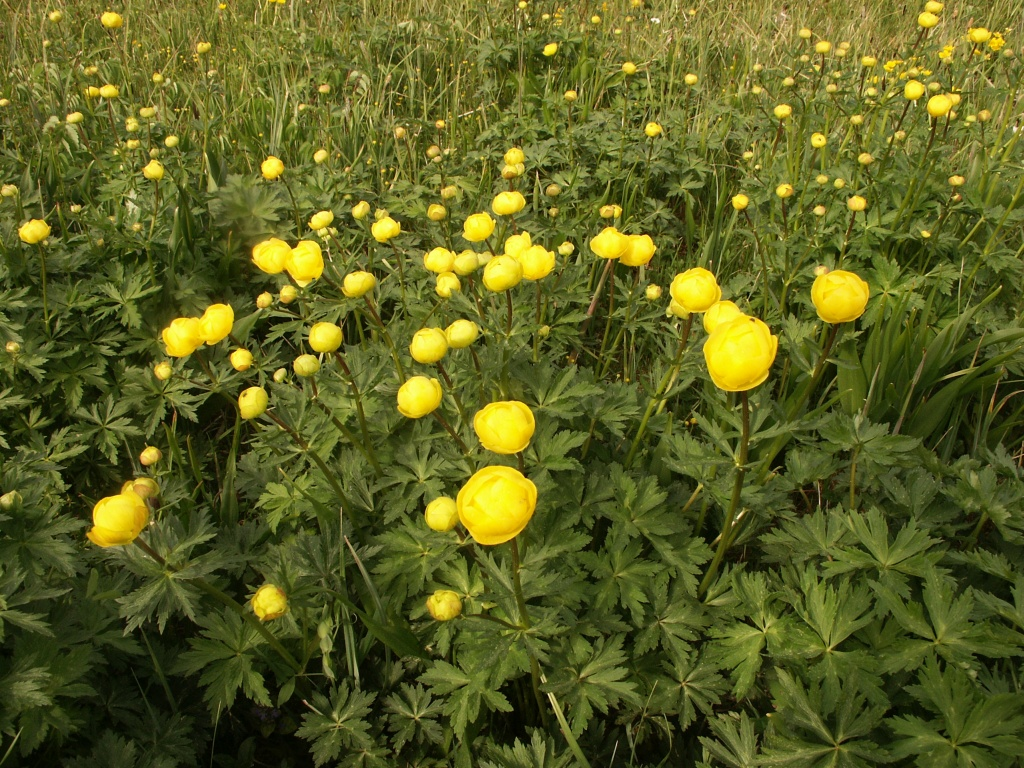
Pełnik europejski „róża kłodzka” – jeden z kwiatów występujących na łąkach Międzylesia

### Flora
Roślinność naturalna Międzylesia nie różni się od innych części ziemi kłodzkiej i należy do Działu Sudeckiej Krainy Podgórza Okręgu Środkowosudeckiego. Na terenie miasta rośnie sporo starych drzew, w tym o charakterze pomnikowym. Naturalne zbiorowisko roślinne jest niemal zupełnie zniszczone działalnością człowieka, który zajął ten teren pod uprawy. Nielicznie zachowały się małe enklawy lasów i zarośli nadrzecznych. Z roślin chronionych występują: dziurawiec, dziewięćsił bezłodygowy, lilia złotogłów, kopytnik pospolity, ciemiężyca zielona, pełnik europejski, zimowit jesienny.

### Pomniki przyrody

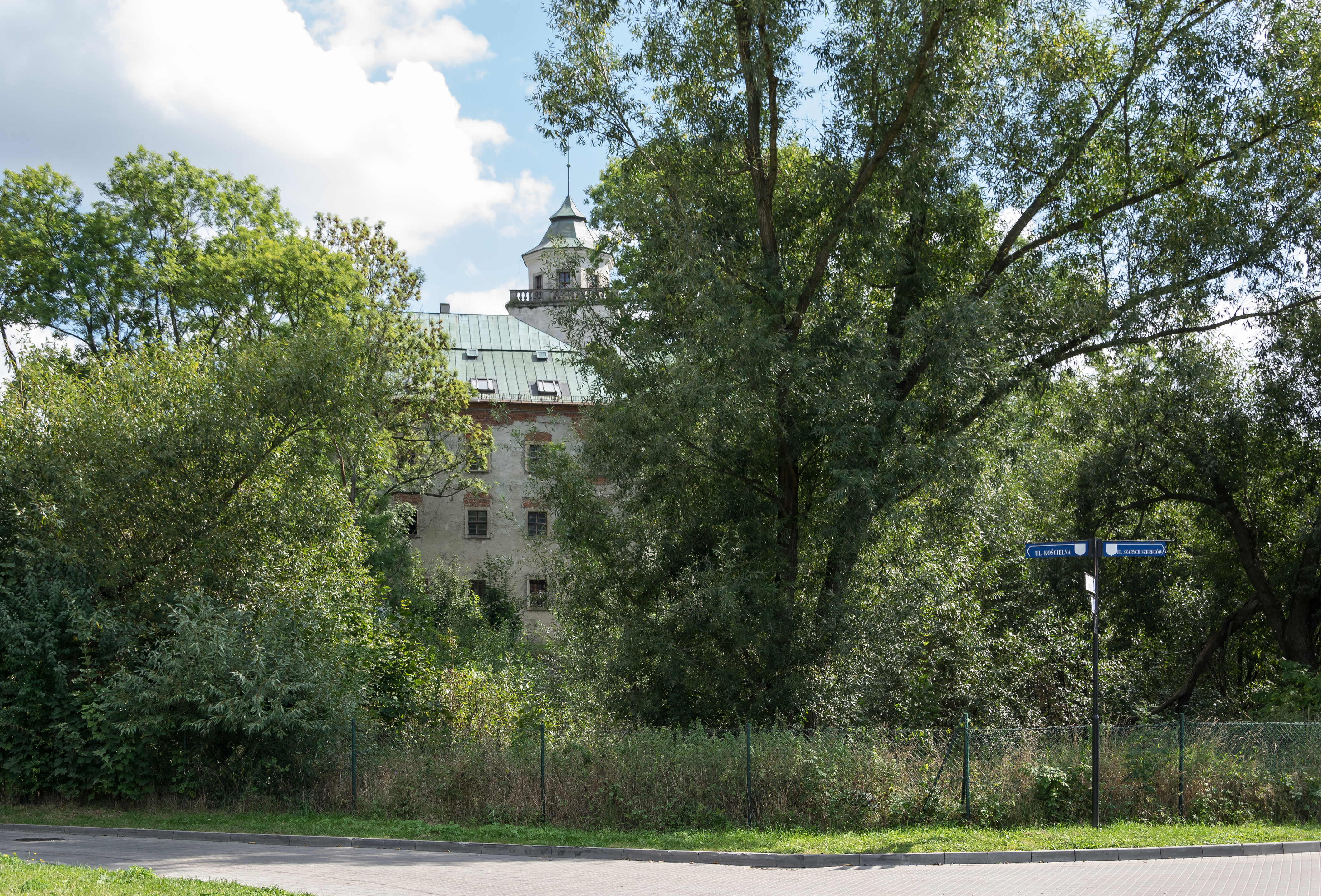
Zabytkowy park w Międzylesiu

W Międzylesiu rosną 3 drzewa, które są uznane za pomniki przyrody. Są to:
- jesion wyniosły – obwód 2,35 m
- lipy drobnolistne – obwód ok. 3 m

W Międzylesiu swoją siedzibę ma jedno z większych na Dolnym Śląsku nadleśnictw, które obejmuje swoim zasięgiem gminę Międzylesie oraz spory obszar gminy Bystrzyca Kłodzka.

### Fauna
Tak samo jak w przypadku flory, również międzyleska fauna nie odbiega pod tym względem od innych części Kłodzczyzny. Z większych zwierząt można spotkać sarnę, dzika i jelenia, z ptaków na terenie wysoczyzny występuje: jarząbek, sójka, pluszcz, sikora bogatka, skowronek polny i kilka gatunków jastrzębi. Z mniejszych ssaków występuje lis, łasica, wiewiórka, zając.

## Toponimia

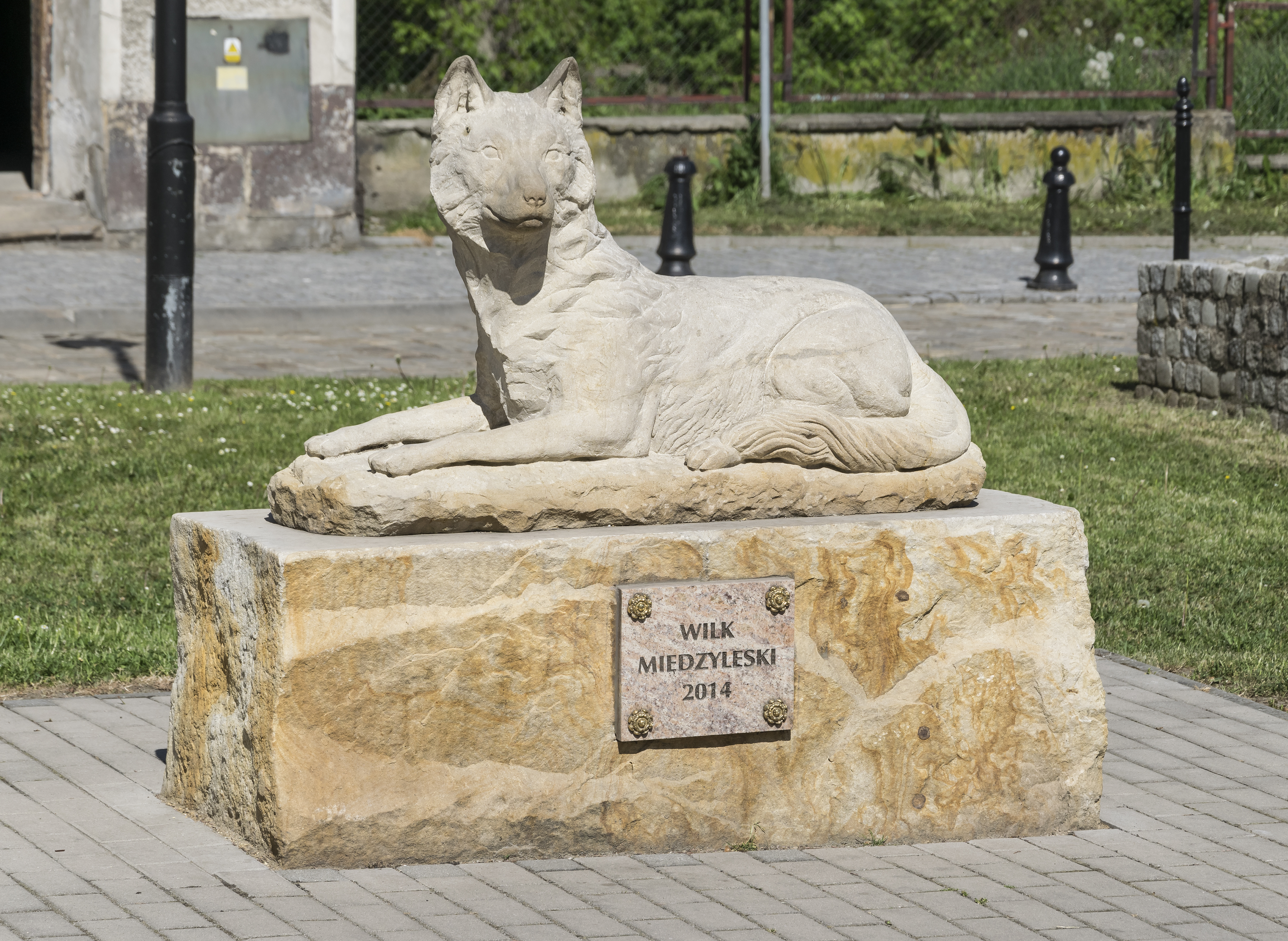
Wilk Międzyleski, od XVI wieku występuje na tarczy herbowej Międzylesia

Nazwa Międzylesie po raz pierwszy pojawia się w dokumencie z 1245 roku pod słowiańską formą Medilese. Nazwa ta pochodzić miała od tego, iż osada ta umiejscowiona była pomiędzy lasami. Już w 1294 roku pojawiła się niemiecka nazwa miejscowości, która była niemiecką formą czeskiej nazwy osady – Mittelwald. Z czasem ewoluowała ona do formy Mittelwalde, która zapisywana w różny sposób obowiązywała do 1945 roku, to jest do przejęcia miasta przez Polaków.

## Symbole miasta

### Herb Międzylesia
Herb Międzylesia o białej tarczy herbowej przedstawia czerwonego wilka biegnącego po zielonej murawie przez las, symbolizowany przez trzy zielone drzewa liściaste. Godło herbowe znane od XVI wieku, symbolika nawiązuje do nazwy miasta oraz jego pierwotnego położenia wśród lasów.

### Flaga Międzylesia
Flaga Międzylesia to herb miasta znajdujący się pośrodku białego tła.

## Historia

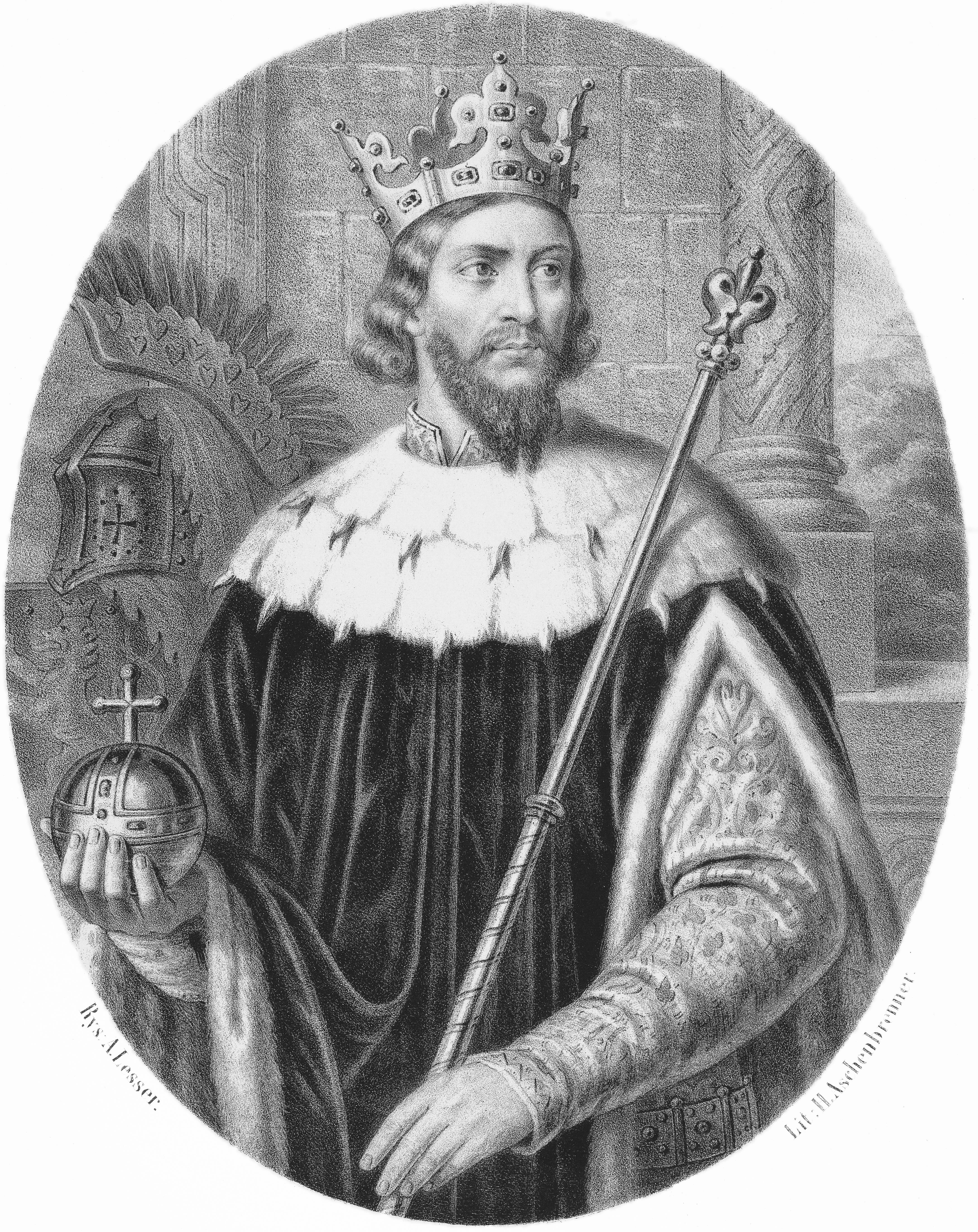
Wacław II Czeski nadał w 1294 dobra międzyleskie cystersom z Kamieńca Ząbkowickiego

Początki Międzylesia, podobnie jak innych miejscowości nie są znane. Przyjmuje się, że we wczesnym średniowieczu mogła tu istnieć słowiańska osada, jednak droga przez Przełęcz Międzyleską zaczęła pełnić rolę traktu handlowego łączącego Czechy ze Śląskiem znacznie później, niż inne znane na ziemi kłodzkiej przejścia. Pod koniec XI wieku w tym miejscu na pewno istniała już osada, ponieważ w XIII wieku przekształciła się w miasto. Nie wiadomo, kiedy dokładnie miało to miejsce, ale przyjmuje się, że Międzylesie otrzymało prawa miejskie między 1249 a 1290 rokiem. Pewne jest natomiast, że w 1264 roku miejscowość stała się siedzibą dóbr międzyleskich.
W wydanym 30 kwietnia 1294 roku dokumencie król Czech Wacław II przekazał dobra międzyleskie wraz z miastem Międzylesie klasztorowi cystersów z Kamieńca Ząbkowickiego, poprzedzając to lokacją na prawie niemieckim z tego samego roku.

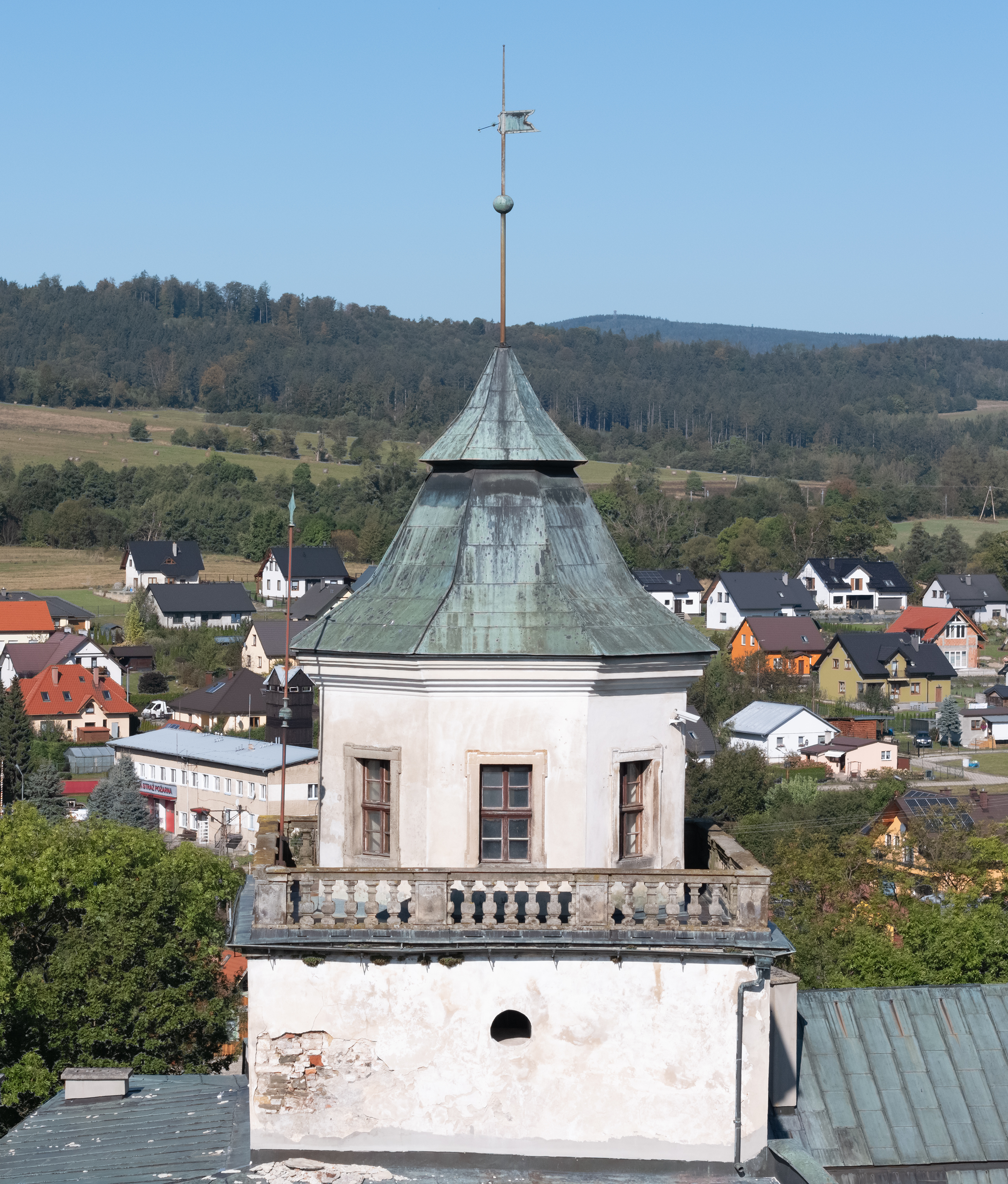
„Czarna Wieża” jedyna pozostałość po spalonym w 1428 roku Międzylesiu

Za panowania Jana Luksemburskiego, w 1315 Międzylesie wraz z jego dobrami zostały odkupione od cystersów przez sprzymierzeńca króla, Ottona von Glubosa, zapoczątkowując tym samym okres posiadania Międzylesia przez ród Glubosów (Glaubitzów) pochodzących z Miśni. Za ich iw 1328 powstała huta żelaza, w 1358 roku wzmiankowano po raz pierwszy o funkcjonujących już na terenie miasta ławach mięsnych, chlebowych i rybnych oraz o pracujących: krawcach, szewcach i rzeźnikach. W Międzylesiu prowadzono wyszynk piwa i wódki, rozwijał się handel. Po śmierci Ottona von Glubosa w 1358 roku włości międzyleskie zostały podzielone pomiędzy jego synów. Część dóbr wraz z miastem otrzymał Otto Schramm, a po śmierci tegoż w 1407 roku jego syn Wolfhard. Koniec panowania Glubosów, usuniętych ze swoich dóbr, przyniosły ze sobą wojny husyckie, w trakcie których w 1428 roku doszczętne spalono miasto, w tym kościół Bożego Ciała oraz zburzono zamek. Dokonały tego wojska pod wodzą Jana Kołdy. Jak głosi lokalna tradycja, uratowała się jedynie okopcona dymem płonącego miasta zamkowa wieża, nazwana później Czarną Wieżą, a samo miasto miało przez sto lat być opustoszałe tak, iż zarosło lasem. W tym czasie miały miejsce częste zmiany właścicieli. Do odbudowy przyczyniło się uruchomienie w 1458 huty szkła.

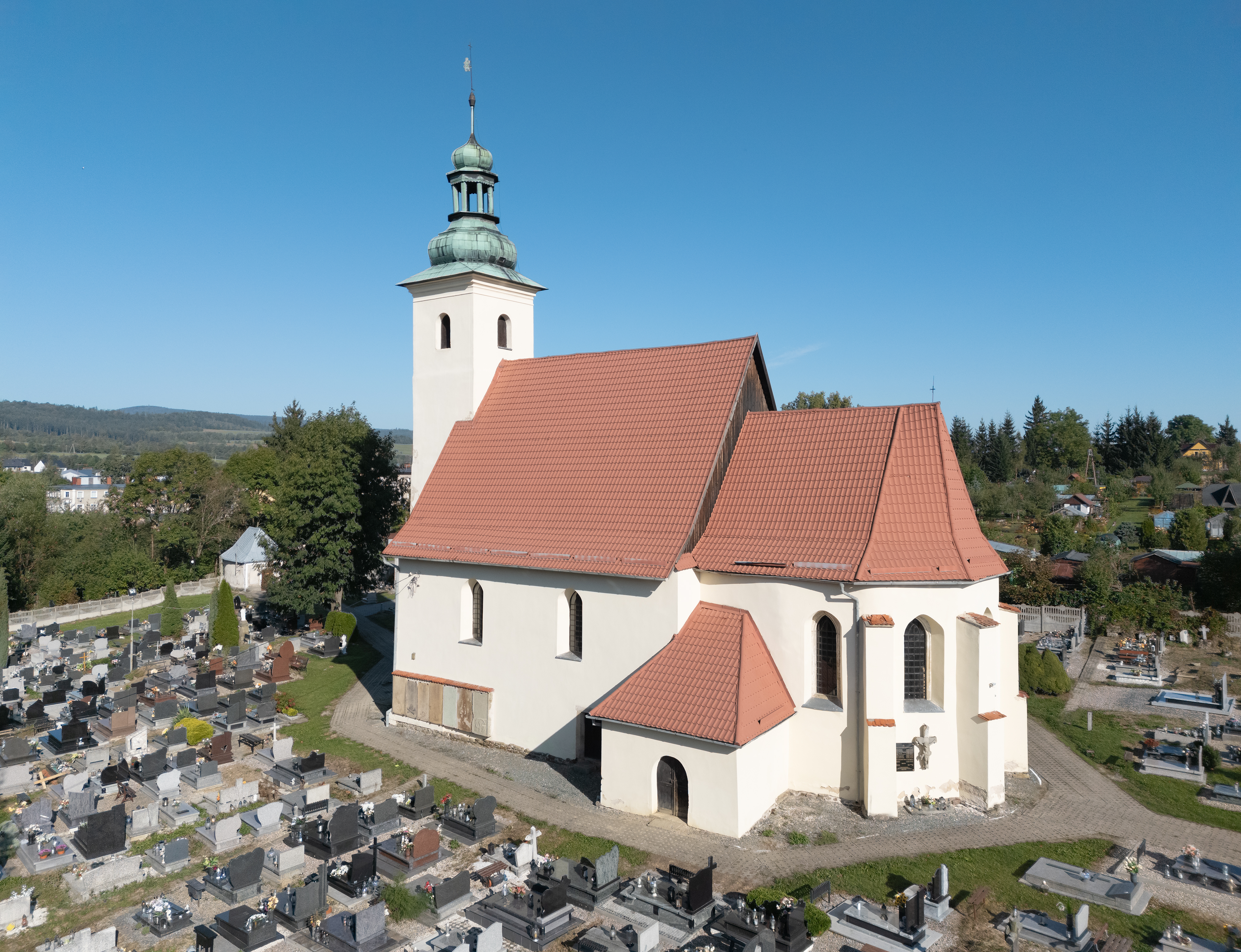
Kościół św. Barbary wzniesiony przez Tschirnhausów w XVII w.

W latach 1519–1523 dzierżawcą dóbr międzyleskich został Hans von Tschirnhaus, i ostatecznie od 1551 roku jego potomkowie stali się ich długoletnimi właścicielami. Za swojego panowania Tschirnhausowie przeprowadzili nowe akcje osadnicze, wystarali się o potwierdzenie herbu miasta, przebudowali stary zamek, a w 1581 roku uzyskali odnowienie praw miejskich dla Międzylesia. Trzy lata później w miejscowości odbył się pierwszy jarmark. W latach 1580–1590 na bazie ruin starego zamku rozpoczęto budowę dworu. W latach 1600–1613 miasto otrzymało nowy murowany kościół parafialny, a w 1617 roku zbudowano na przedmieściu kościół św. Barbary. Rok później oddano do użytku murowany ratusz i szkołę. Miasto liczyło wówczas ok. 600 mieszkańców. W okresie wojny trzydziestoletniej okres rozwoju miasta został gwałtownie zahamowany, a w 1643 wojska szwedzkie doszczętnie je spaliły.

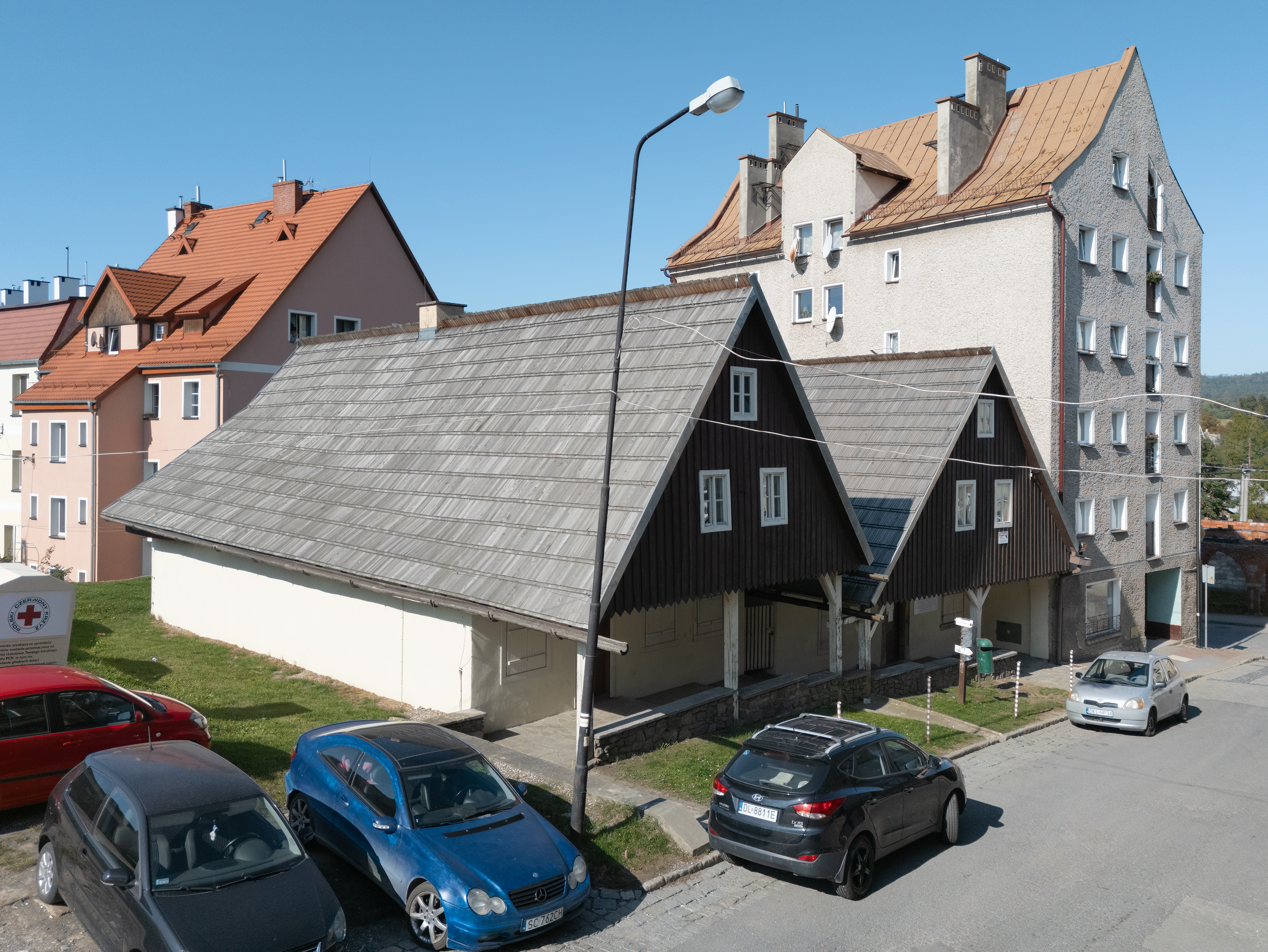
Domy tkaczy wzniesione w czasach rozwoju gospodarczego miasta z końca XVIII wieku

W tej sytuacji następcy Tschirnhausów w 1653 roku sprzedali dobra międzyleskie magnatowi austriackiemu – hrabiemu Michaelowi Wenzelowi von Althannowi. Jego spadkobiercy w 1670 roku odbudowali kościół św. Barbary, pięć lat później kościół parafialny, a następnie szkołę, dokończyli budowę dworu, zbudowali pierwszy wodociąg oraz szpital dla ubogich. Po przyłączeniu hrabstwa kłodzkiego do Prus w 1742 roku Międzylesie zaczęło przeżywać swój renesans gospodarczy po zakończeniu wojen śląskich za sprawą rozwoju w mieście przemysłu tkackiego, który ulokowany został w warsztatach chałupniczych licznej grupy mieszkańców. Głównym wytwórcą i organizatorem handlu w Międzylesiu była kupiecka rodzina Ludwigów. W tym czasie powstało siedem drewnianych domków tkackich zwanych Domkami siedmiu braci.
Wojny napoleońskie oraz ich konsekwencje spowodowały krach gospodarczy. W związku z tym rozwinęły się inne, alternatywne dla tkactwa zajęcia, powstały nowe cechy rzemieślnicze murarzy i kamieniarzy. W latach 1827–1833 wybudowana została szosa łącząca Wrocław z Wiedniem, a w 1875 roku przedłużono z Kłodzka linię kolejową, lokując w Międzylesiu dworzec graniczny, ponieważ trasa ta przez granicę prowadziła dalej do Pragi. W XIX wieku powstały zakłady przemysłowe: fabryka przemysłu drzewnego, włókiennicze fabryki tekstylne oraz fabryka firanek.
Koniec I wojny światowej oraz początek wielkiego kryzysu gospodarczego mającego miejsce w latach 1929–1933 spowodował, że zamknięte zostały w mieście największe fabryki, a miasto zaczęło się wyludniać. Okres II wojny światowej to dla miasta okres pracy na potrzeby wojny, z której wyszło ono bez materialnych zniszczeń.
W 1945 roku Międzylesie decyzją mocarstw wraz z całą ziemią kłodzką zostało przyłączone do Polski, a jego dotychczasową niemiecką ludność wysiedlono w do Niemiec. Miasto zostało zasiedlone przez ludność polską z Kresów Wschodnich. Wobec zamknięcia przejścia granicznego spowodowanego polsko-czechosłowackim konfliktem o ziemię kłodzką Międzylesie podupadło i zaczęło przekształcać się w miejscowość rolniczą. Dopiero dzięki ponownemu otwarciu przejścia granicznego w 1959 roku pojawiło się zainteresowanie Międzylesiem, którego konsekwencją było rozpoczęcie remontów zabytkowej zabudowy i kształtowanie, choć w ograniczonym zakresie, infrastruktury turystycznej. Miasto było wówczas lokalnym ośrodkiem rolniczym, usługowo-handlowym, przemysłowym i letniskowo-turystycznym.
Obecnie Międzylesie stanowi ośrodek przemysłowo-usługowy rejonu, a ze względu na atrakcyjne położenie, walory krajobrazowe i powiązania komunikacyjne ma szanse stać się ważnym ośrodkiem turystyczno–wypoczynkowym.

## Architektura i urbanistyka

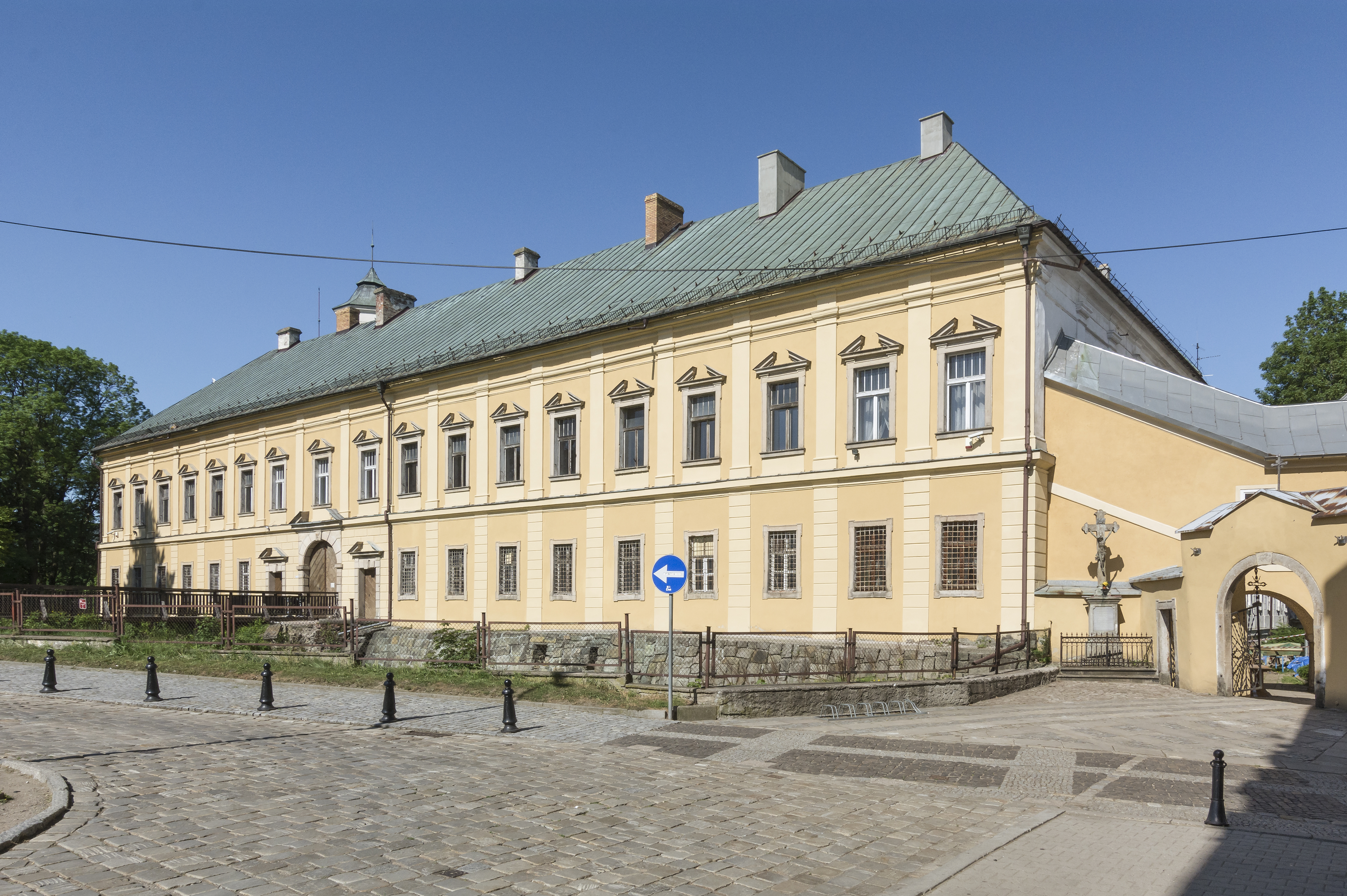
Zamek w Międzylesiu, najcenniejszy obiekt w mieście, częściowo w ruinie

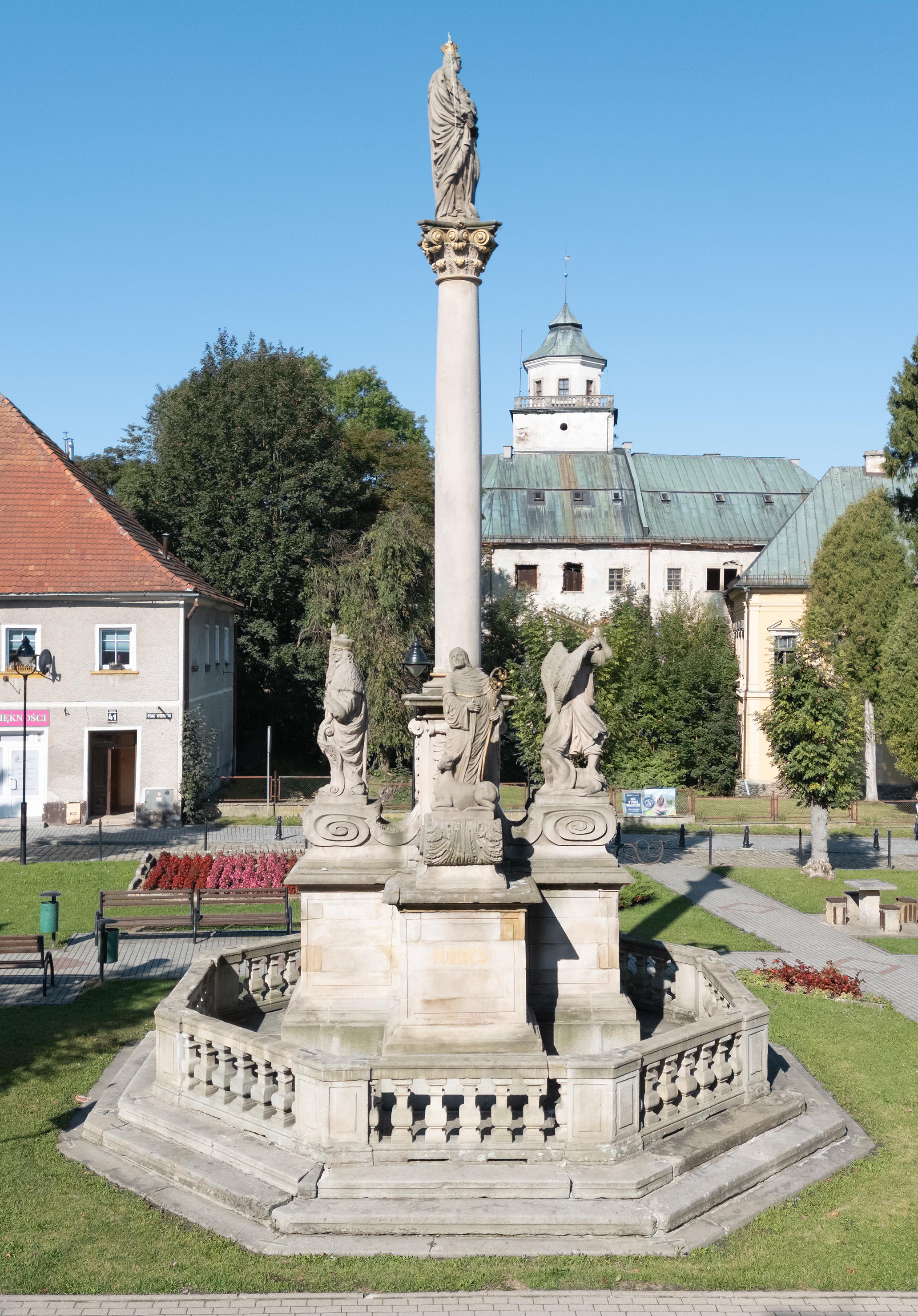
Kolumna Maryjna z 1698 r. na placu Wolności

### Układ urbanistyczny
Międzylesie zachowało w pełni oryginalny zabytkowy układ urbanistyczny, który został ostatecznie ukształtowany w XVII wieku. Poza ten układ miasto praktycznie nie wyrosło do dzisiaj. Centrum stanowi bardzo wydłużony rynek o kształcie zbliżonym do klina, przy którym znajduje się znaczna większość najcenniejszych zabytków. Nowe budownictwo, z reguły jednorodzinne, jest w rejonie dawnych przedmieść: Kłodzkiego oraz Górnego.

### Zabytki
Pomimo że miasto nie posiadało nigdy fortyfikacji i było wielokrotnie niszczone, zachowało liczny zespół cennych budowli. Do wojewódzkiego rejestru zabytków wpisane są obiekty:
- ośrodek historyczny miasta
- kościół parafialny pw. Bożego Ciała; pierwotny gotycki wzmiankowany był w 1350 roku, przebudowywany w 1560 roku, 1670–1671, a rozbudowany w 1695 roku – XVII w.; jest to obszerna jednonawowa budowla; wnętrze późnobarokowe; w prezbiterium znajduje się ambona w kształcie łodzi z masztem i żaglem wykonana w 1760 roku
- kościół cmentarny pw. św. Barbary późnogotycki, przebudowywany w XVIII wieku; w południowej ścianie epitafia mieszczańskie z godłami cechowymi
- plebania, ul. Powstańców Śląskich 11, z drugiej poł. XVIII w.
- zespół zamkowy:
  - zespół zamkowo-pałacowy, barokowy z XIV w., przebudowany w latach 1580–1590[20], 1690; najcenniejszy zabytek w mieście, którego najstarsza część, czyli tzw. Czarna Wieża pochodzi ze średniowiecza; obecnie jest to budowla trzyskrzydłowa, której skrzydła północne i wschodnie pochodzą z okresu baroku, zaś południowe renesansu; wewnątrz znajduje się dziedziniec ozdobiony wieloma elementami architektonicznymi; zespół połączony jest z kościołem parafialnym przejściem galeriowym
  - park, z pierwszej poł. XVIII w.
- domy, Rynek 13/13a (d.12, 13), 14/14a (d.14), 15, 16, 37, kamienice mieszczańskie, przeważnie z przełomu XIX wieku
- domy tkaczy, tzw. 7 Braci, ul. Sobieskiego 2, 4, z końca XVIII wieku, są to drewniane budynki o ostrych dachach z podcieniami od strony ulicy; z siedmiu budynków zachowały się tylko dwa
- dom, ul. Warszawska 3
- sukiennice Ludwiga, ob. domy mieszk., ul. Wojska Polskiego 2-4, z XVIII wieku, zachował się tylko ich fragment
- wodociągowa wieża ciśnień (kolejowa), z 1908 r.

inne zabytki:
- kościół poewangelicki, neogotycki z 1889 roku i przebudowany w 1900 roku, jednonawowy, zaadaptowany na halę sportową
- kolumna Maryjna z 1698 roku
- dawna szkoła ewangelicka z końca XIX wieku.

### Zieleń miejska
Zieleń miejską w Międzylesiu stanowią głównie sady i ogródki działkowe, które znajdują się przy:
| Rodzaj                    | Powierzchnia |
| ------------------------- | ------------ |
| Zieleńce                  | 0,5 ha       |
| Tereny zieleni osiedlowej | 1,5 ha       |
| Lasy                      | 772,0 ha     |

- ul. Wojska Polskiego,
- ul. Granicznej,
- ul. Jana III Sobieskiego,
- ul. Bolesława Chrobrego,
- ul. Tysiąclecia,
- ul. Szarych Szeregów,
- ul. Warszawskiej,
- ul. Lipowej,
- ul. Słowackiego.

## Gospodarka
| Rodzaj                       | Powierzchnia | %      |
| ---------------------------- | ------------ | ------ |
| Grunty orne                  | 302 ha       | 20,90% |
| Pastwiska                    | 93 ha        | 6,44%  |
| Łąki                         | 129 ha       | 8,93%  |
| Sady                         | 9 ha         | 0,62%  |
| Użytki rolne (Σ)             | 533 ha       | 36,88% |
| Lasy                         | 722 ha       | 49,96% |
| Pozostałe grunty i nieużytki | 140 ha       | 9,69%  |
| Użytki i nieużytki rolne (Σ) | 1445 ha      | 100%   |

Międzylesie jest niewielkim ośrodkiem przemysłu odzieżowego, mleczarskiego. Jest lokalnym ośrodkiem usługowym całej gminy miejsko-wiejskiej.

### Rolnictwo
Międzylesie stanowi lokalny ośrodek produkcji rolnej, chociaż rolnictwo od pewnego czasu odgrywa coraz mniejszą rolę. Według danych z 1978 roku było 95 gospodarstw rolnych i SKR, ale wyłącznie z pracy w rolnictwie utrzymywało się tylko 4% ludności czynnej zawodowo. Natomiast w 1988 roku gospodarstw było 45, a odsetek ludności utrzymującej się z rolnictwa spadł do około 2%. W mieście rozwinięte jest zaplecze rolnicze i przetwórstwo rolno-spożywcze.

### Przemysł
Międzylesie jest bardzo niewielkim ośrodkiem przemysłowym południowej części ziemi kłodzkiej. Przemysł jest tutaj reprezentowany przez Zakłady Doświadczalne Elementów Elektroizolacyjnych.

### Handel i usługi
Miasto stanowi lokalny ośrodek handlowo-usługowy gminy. Międzylesie jest ośrodkiem turystycznym i letniskiem, stąd wiele uwagi poświęca się obsłudze ruchu turystycznego.

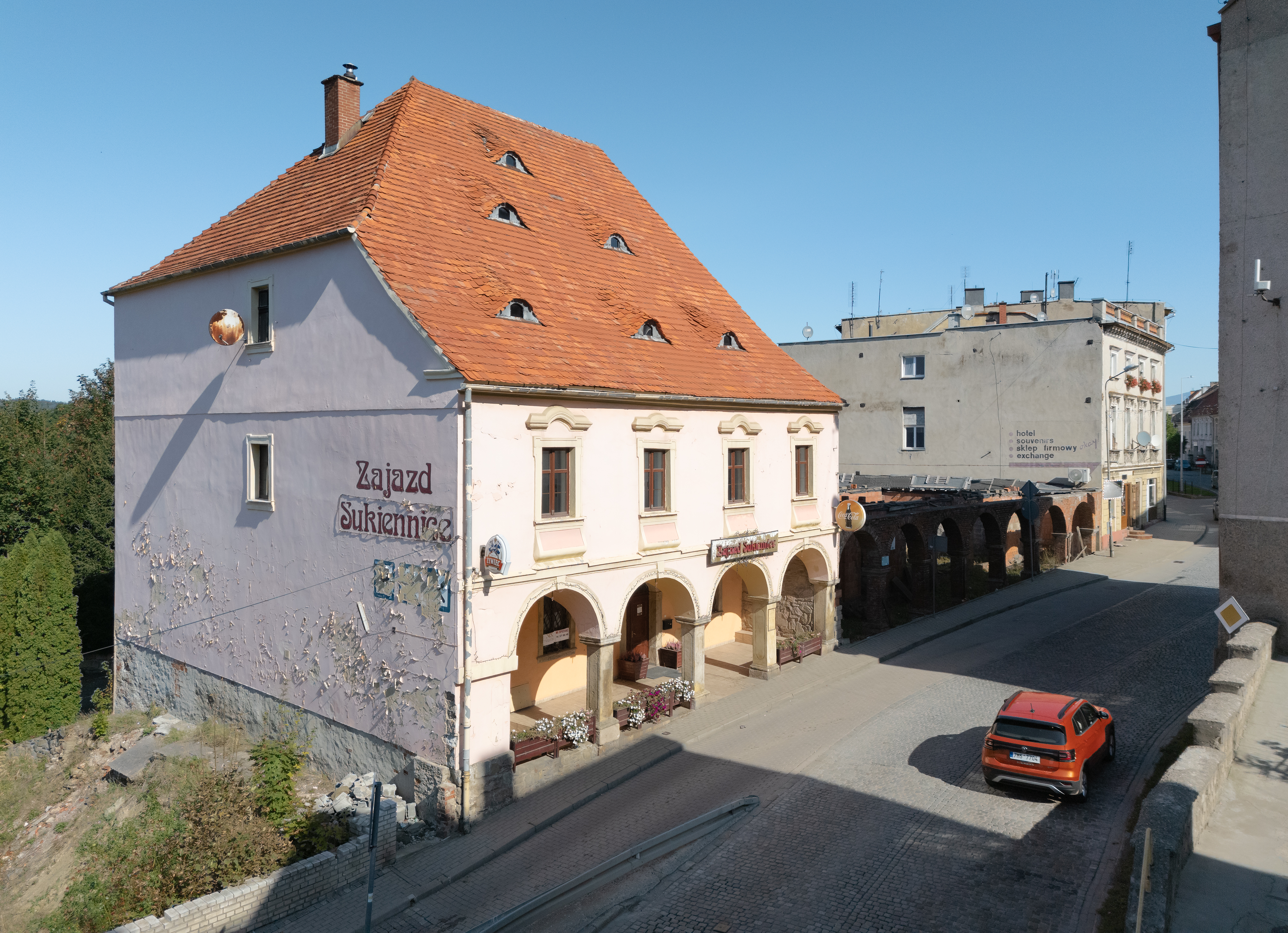
Zajazd „Sukiennice” mieści się w największej kamienicy mieszczańskiej w Międzylesiu należącej do kupieckiej rodziny Ludwigów

Ponadto miejscowość ta pełni funkcję lokalnego ośrodka administracyjnego, finansowego, oświatowego oraz centrum opieki zdrowotnej. Mieszczą się tu placówki użytku publicznego, m.in. poczta, stacja meteorologiczna, Agencja Celna. Swoją siedzibę ma tutaj nadleśnictwo międzyleskie. Swój oddział ma w międzyleskim ratuszu bank spółdzielczy, za którym działa targowisko miejskie.
Wiele sklepów oraz lokali handlowo-usługowych skupionych jest na rynku.
W Międzylesiu swój oddział ma firma J and Y, zajmująca się skupem i sprzedażą złomów stali oraz metali kolorowych ze szczególnym uwzględnieniem złomu miedzi.

### Rynek pracy
Według danych na 2002 r. w Międzylesiu zatrudnionych jest 541 osób, z czego najwięcej z nich pracuje w sektorze usługowym – 459, a przemysłowym – 56 osób. W rolnictwie zatrudnionych jest 26 osób.
Stopa bezrobocia w Międzylesiu w 2002 r. wyniosła 50,39% i była jedną z najwyższych w powiecie kłodzkim, gdzie bezrobocie wynosiło 33% i było jednym z najwyższych w województwie dolnośląskim

## Demografia
Powierzchnia miasta zajmuje 14,37 km², co przy obecnej liczbie mieszkańców (2410 w styczniu 2023 r.) daje gęstość zaludnienia równą 168 osobom na 1 km². Miasto zajmuje w kraju 424. miejsce pod względem powierzchni, zaś pod względem liczby ludności – 794. miejsce.
Ludność Międzylesia na przestrzeni ostatnich trzech stuleci kształtowała się w następujący sposób:

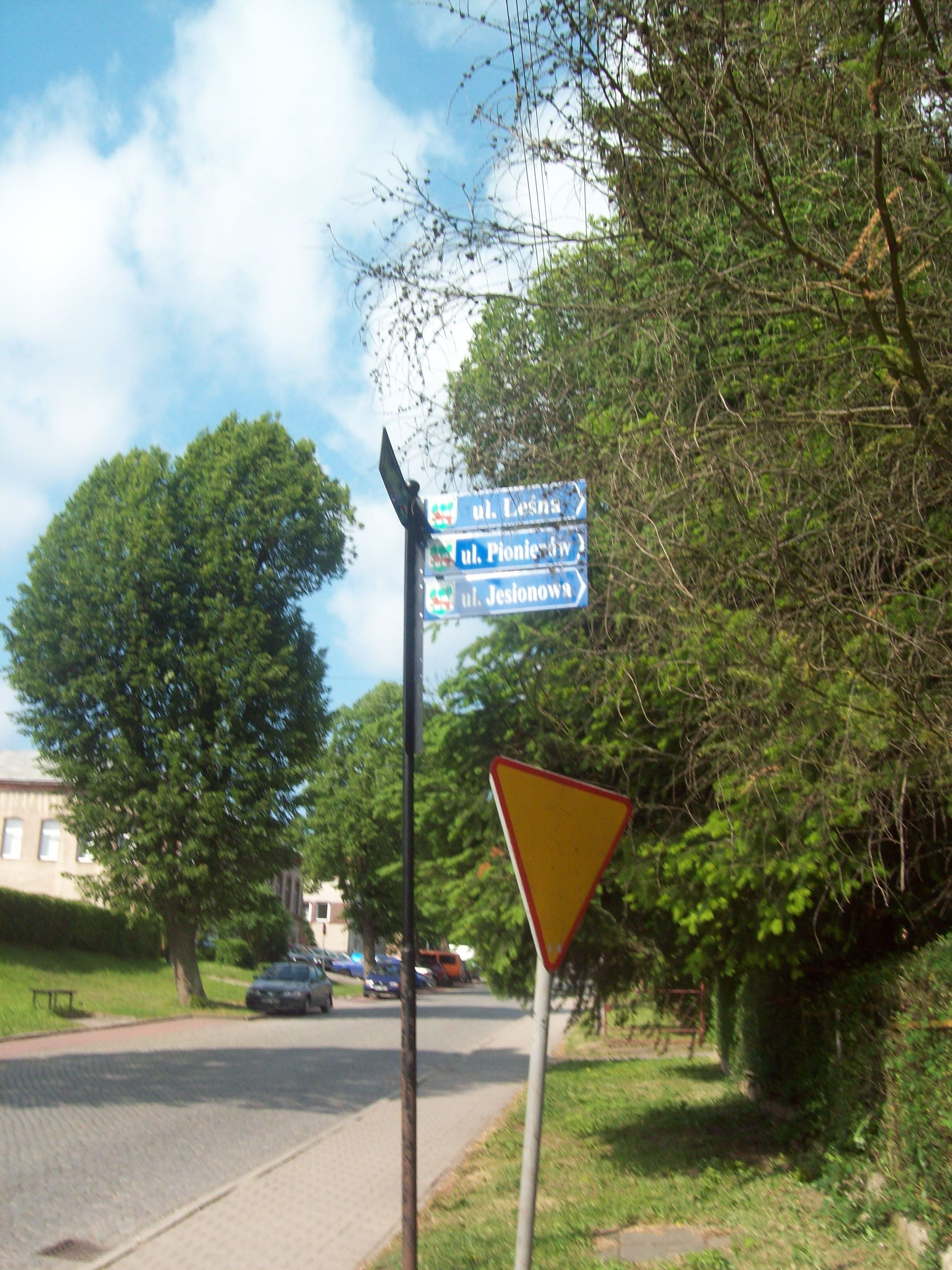
Typowy drogowskaz uliczny z herbem w Międzylesiu

Międzylesie zostało założone jako ośrodek dóbr rycerskich położonych w południowej części ziemi kłodzkiej i nigdy nie stanowiło licznej osady – do XVIII wieku mieszkało tu niespełna tysiąc mieszkańców, a do połowy XIX wieku liczba ta podniosła się o tysiąc. Przez następne 60 lat dynamika wzrostu liczby ludności uległa zwiększeniu, na co wpływ miało doprowadzenie do miasta linii kolejowej oraz jego przygraniczne położenie na granicy z Cesarstwem Austriackim. Dwudziestolecie międzywojenne oraz mający w tym czasie miejsce kryzys ekonomiczny spowodowały odpływ ludności, szukającej gdzie indziej pracy.
Struktura płci mieszkańców Międzylesia według danych z 30 czerwca 2009
| Opis                              | Ogółem | Ogółem | Kobiety | Kobiety | Mężczyźni | Mężczyźni |
| --------------------------------- | ------ | ------ | ------- | ------- | --------- | --------- |
| Jednostka                         | osób   | %      | osób    | %       | osób      | %         |
| Populacja                         | 2 793  | 100,0  | 1430    | 51,2    | 1363      | 48,8      |
| Gęstość zaludnienia [mieszk./km²] | 194,4  | 194,4  | 99,5    | 99,5    | 94,85     | 94,85     |

Przewagę w strukturze płci mieszkańców Międzylesia stanowią kobiety, których na 100 mężczyzn w mieście przypada 104.
Piramida wieku mieszkańców Międzylesia w 2014 roku.
Jeśli chodzi o strukturę płci i wieku miasta Międzylesia (w 2008 roku) zdecydowanie najwięcej osób znajduje się w wieku produkcyjnym (15–59 lat kobiety, 15–64 lata mężczyźni), których jest 1893, co stanowi 69% całej populacji. Osób w wieku przedprodukcyjnym jest 437 (15,9%), a w wieku poprodukcyjnym 415 (15,1%).

## Kultura

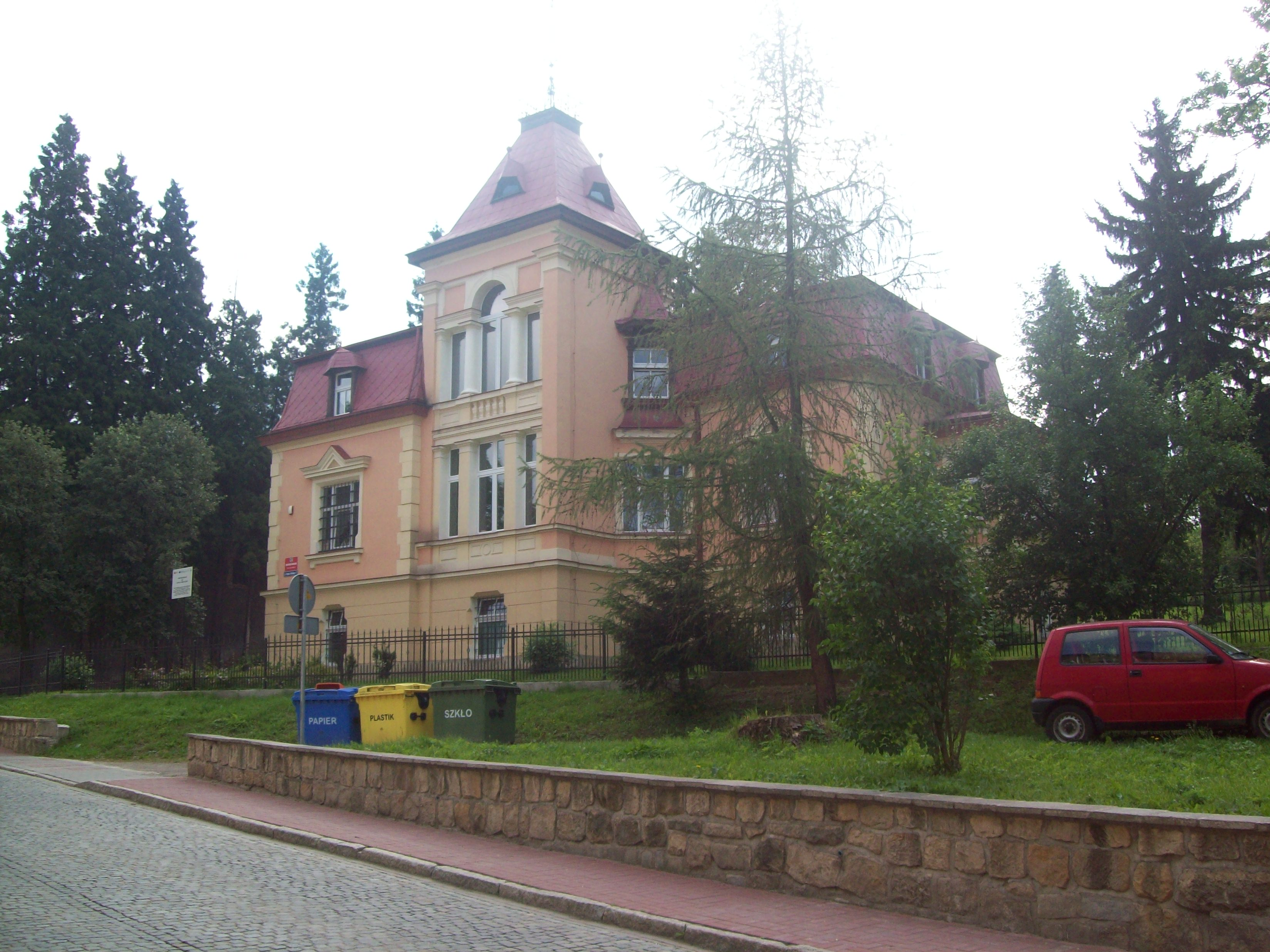
Biblioteka Publiczna Miasta i Gminy Międzylesie

Głównym animatorem życia kulturalnego w Międzylesiu oraz gminie jest Miejsko-Gminny Ośrodek Kultury. Działają przy nim koła zainteresowań: muzyczne (pianino), muzyczne (gitara, harmonijka ustna, perkusja), teatralne, scena młodych, tenisa stołowego, aerobiku. Mieszczą się tutaj także punkty terapeutyczne, w tym grupa AA, punkt dla osób uzależnionych i współuzależnionych, a także z problemem przemocy w rodzinie, które prowadzone są w ramach wolontariatu. Do dyspozycji mieszkańców jest także bilard.
Działa Biblioteka Publiczna Miasta i Gminy Międzylesie. Jej księgozbiór wynosił w 2009 roku 51 241 woluminów, z których w ciągu roku skorzystało 1709 osób wypożyczając na zewnątrz 43 021 pozycji. Przy bibliotece działa czytelnia.
Do najważniejszych cyklicznych imprez organizowanych na terenie Międzylesia oraz gminy należą:
- „Dni Międzylesia”
- Grillowanie Pod Trójmorskim Wierchem
- Międzyleskie Kolędowania
- Polsko-Czeskie Targi Przygranicza
- Dożynki Gminne

Przy OSP Międzylesie działa orkiestr dętych.

## Edukacja

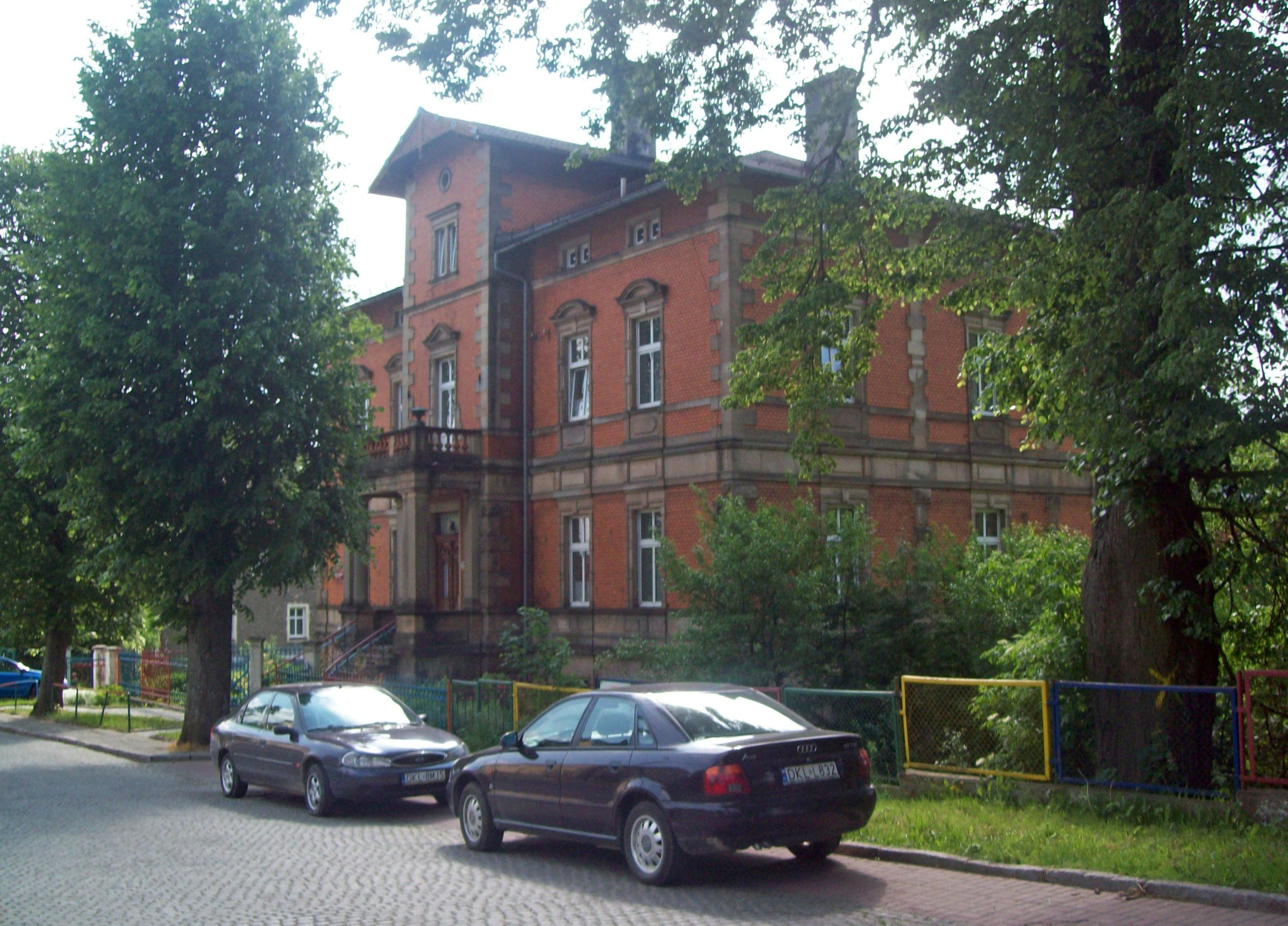
Przedszkole Samorządowe w Międzylesiu, dawniej (przed 1945 r.) pastorat parafii ewangelickiej w Mittelwalde

Przy ul. Wojska Polskiego 25 działa Samorządowe Przedszkole. W mieście jest szkoła podstawowa, nie ma szkół średnich.

## Bezpieczeństwo

### Policja

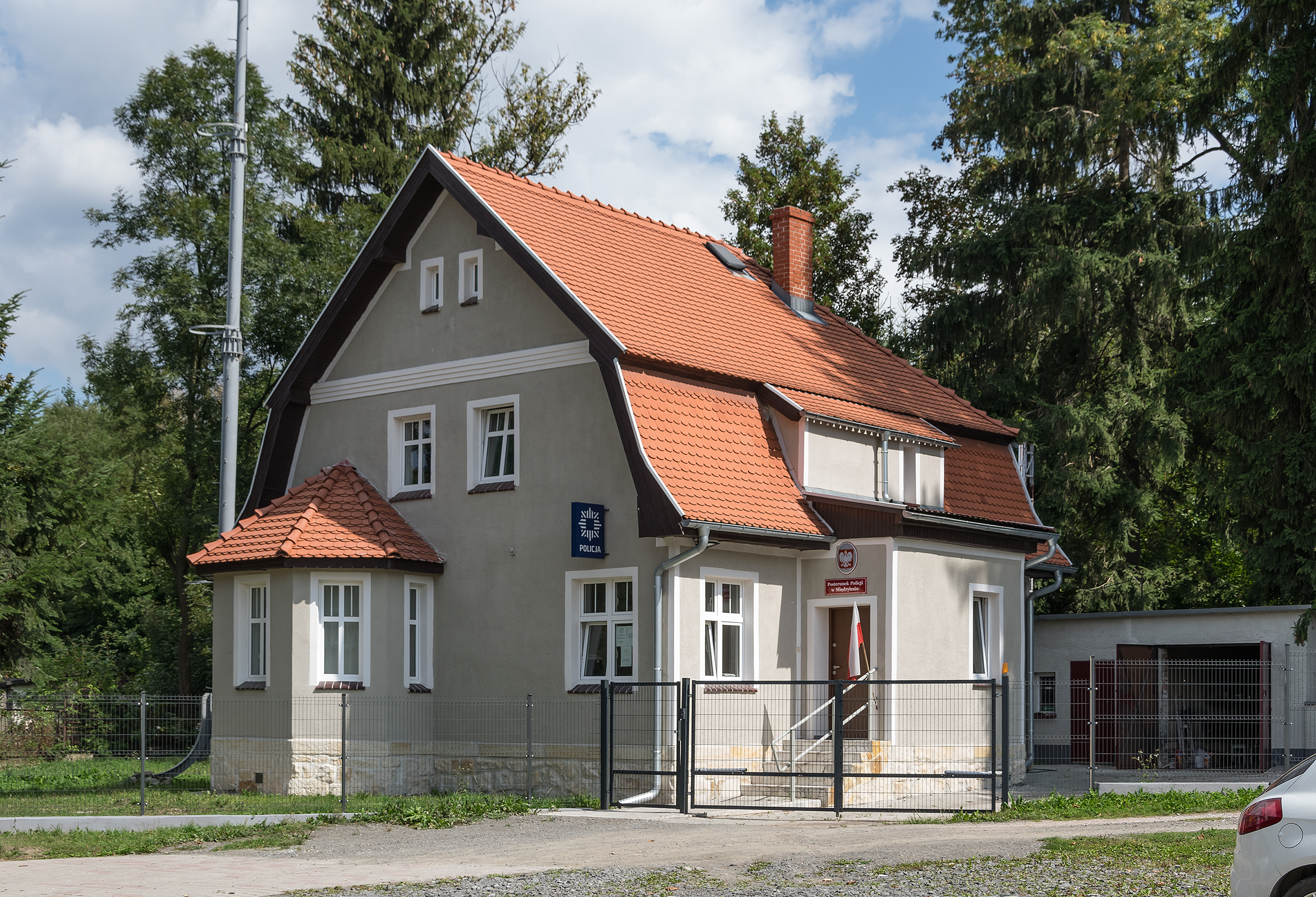
Posterunek Policji w Międzylesiu

W mieście jest posterunek policji podlegający Komisariatowi Policji w Bystrzycy Kłodzkiej.

### Straż pożarna
Pod względem zagrożenia pożarowego oraz pozostałych zagrożeń (innymi niż przestępczość) dla zdrowia i życia ludzkiego, dobytku oraz środowiska naturalnego Międzylesie podlega rejonowi działania jednostki ratowniczo-gaśniczej w Bystrzycy Kłodzkiej, podlegającej Komendzie Powiatowej Straży Pożarnej w Kłodzku. W Międzylesiu ponadto działa Ochotnicza Straż Pożarna. Działa przy niej Młodzieżowa Drużyna Pożarnicza. W latach 1979–1980 wybudowano remizę.

### Służba zdrowia
W Międzylesiu dawniej działał szpital, został on zlikwidowany na początku lat 90. XX wieku, mieszkańcy w zakresie porad specjalistycznych korzystają ze szpitala w Bystrzycy Kłodzkiej. W mieście działa ośrodek zdrowia, w którym swoją praktykę prowadzi lekarz rodzinny. W miejscowości działa także apteka.

## Infrastruktura

### Gospodarka komunalna
| Forma własności            | Liczba | %    |
| -------------------------- | ------ | ---- |
| Mieszkania gminne          | 181    | 18,2 |
| Mieszkania spółdzielcze    | 90     | 9,1  |
| Mieszkania zakładów pracy  | 75     | 7,5  |
| Mieszkania TBS             | 0      | 0,0  |
| Mieszkania osób fizycznych | 645    | 64,9 |
| Pozostałe mieszkania       | 2      | 0,2  |
| Σ                          | 993    | 100  |

Międzylesie według danych z 2009 roku posiadało 1008 mieszkań o łącznej powierzchni 66 826 m². W mieście 98,6% mieszkań miało dostęp do wodociągów, 82,0% do łazienki, a 71,9% posiadało centralne ogrzewanie. Przeciętna powierzchnia użytkowa międzyleskiego mieszkania to 66,3 m², a 24,3 m² przypadało na 1 mieszkańca. Zarządem mieszkań należących do gminy zajmuje się Zakład Gospodarki Komunalnej i Mieszkaniowej.
Ze struktury wiekowej zasobu mieszkaniowego w Międzylesiu wynika, że 68% mieszkań zostało wybudowanych przed 1944 r. Zasób współczesny, czyli wybudowany po 1989 r. to jedynie 11% mieszkań. Z danych sporządzonych podczas spisu powszechnego z 2002 r. wynika, że niewiele mieszkań powstało w okresie 1945-1989.
Sieć wodociągowa zasilana jest ze studni głębinowych w Międzylesiu. Zarządza nimi także Zakład Gospodarki Komunalnej i Mieszkaniowej.
W 2009 roku 94,1% mieszkańców Międzylesia korzystało z sieci wodociągowej, 26,6% z sieci kanalizacyjnej, 84,1% z sieci gazowej. Przeciętny mieszkaniec Międzylesia w 2009 roku zużył 47 m³ wody z wodociągów, 1 619,2 kWh energii elektrycznej, 495,5 m³ gazu z sieci.

### Infrastruktura techniczna
Główny punkt zasilania elektrycznego znajduje się w Bystrzycy Kłodzkiej i za pośrednictwem linii średniego napięcia energia elektryczna rozprowadzana jest do licznych stacji transformatorowych. Ogółem zainstalowana moc wynosi 6111 kVA. Ogólne rezerwy wynoszą ok. 4056 kVA. Lokalnym operatorem elektroenergetycznym jest EnergiaPro, wchodząca w skład grupy energetycznej Tauron.

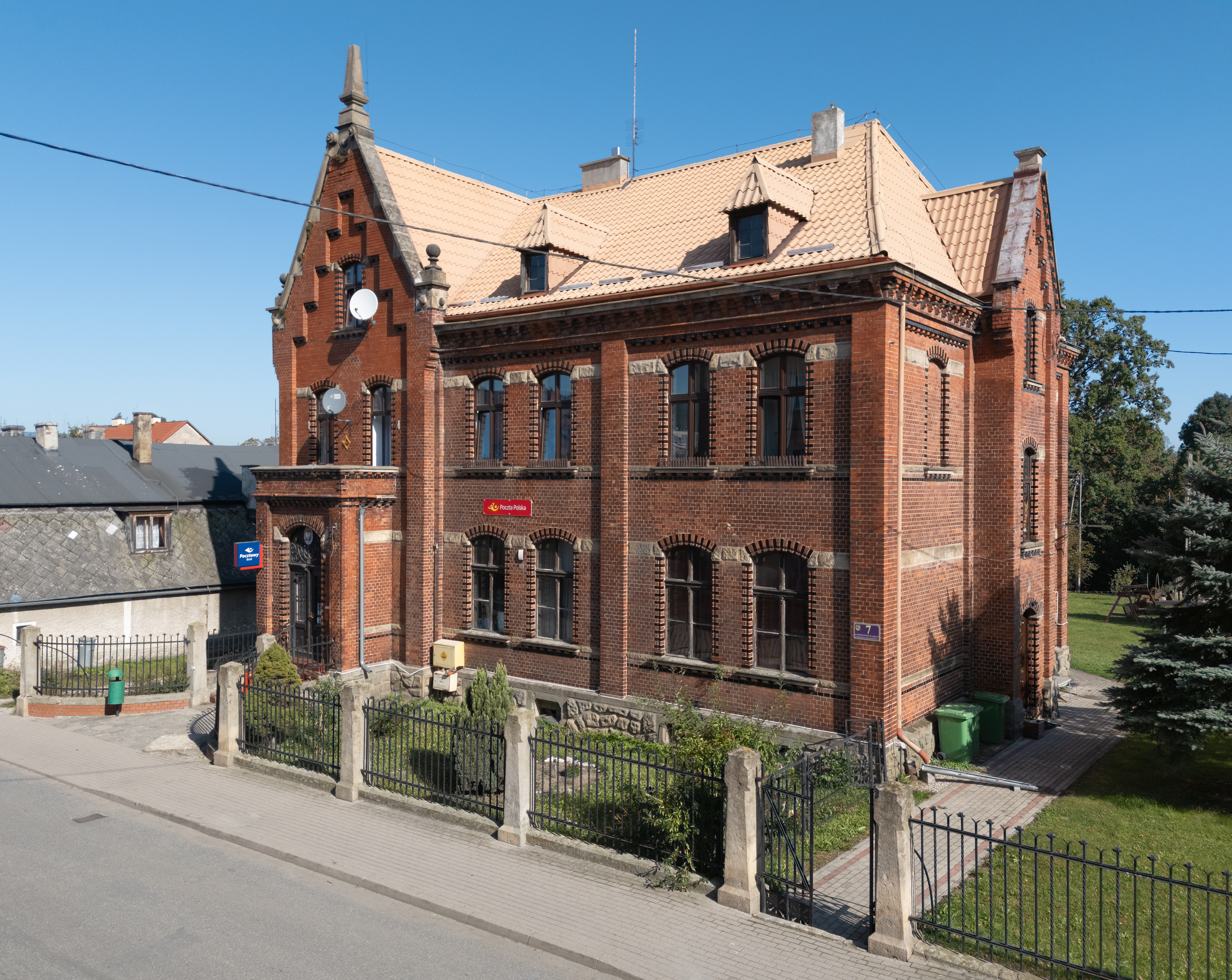
Poczta w Międzylesiu

Głównym źródłem zaopatrzenia Międzylesia w wodę jest studnia głębinowa. Łączna wydajność ujęć komunalnych miasta wynosi 121,5 m³/h. W 2009 roku długość czynnej rozdzielczej sieci wodociągowej w mieście wynosiła 11,2 km.
Międzylesie prawie na całym obszarze zurbanizowanym posiada ogólną sieć kanalizacyjną. W 2002 roku została oddana do użytku biologiczna oczyszczalnia ścieków, pracująca w oparciu o metodę osadu czynnego. Oczyszczalnia posiada również ciąg technologiczny przeróbki osadu czynnego. Ogólna moc przerobowa oczyszczalni to 2 × 400 m³/h z możliwością rozbudowy do 1600 m³/h. Oczyszczalnia pracuje na bazie miejskiego kolektora ściekowego oraz ścieków dowożonych.
Przez teren miasta przebiegają gazociągi wysokiego ciśnienia. Poprzez stacje redukcyjne I° i II°, gaz ziemny rozprowadzony jest po obszarze Międzylesia. W 2009 roku 843 gospodarstwa domowe odbierały gaz.
Gospodarka cieplna Międzylesia opiera się w większości na indywidualnych, lokalnych kotłowniach oraz domowych piecach grzewczych opalanych głównie węglem kamiennym.

### Ochrona środowiska
W północnej części miasta przy wyjeździe na Kłodzko znajduje się składowisko odpadów komunalnych (3 niecki) wraz z utworzoną strefą ochronną. Zajmuje obszar 12,8 ha, a jego pojemność wynosi 67 tys. m³. W mieście prowadzona jest selektywna zbiórka śmieci w zakresie: papier, szkło plastyk typu PET. System ten nie obejmuje segregacji oraz przetwórstwa odpadów na składowisku.

## Religia

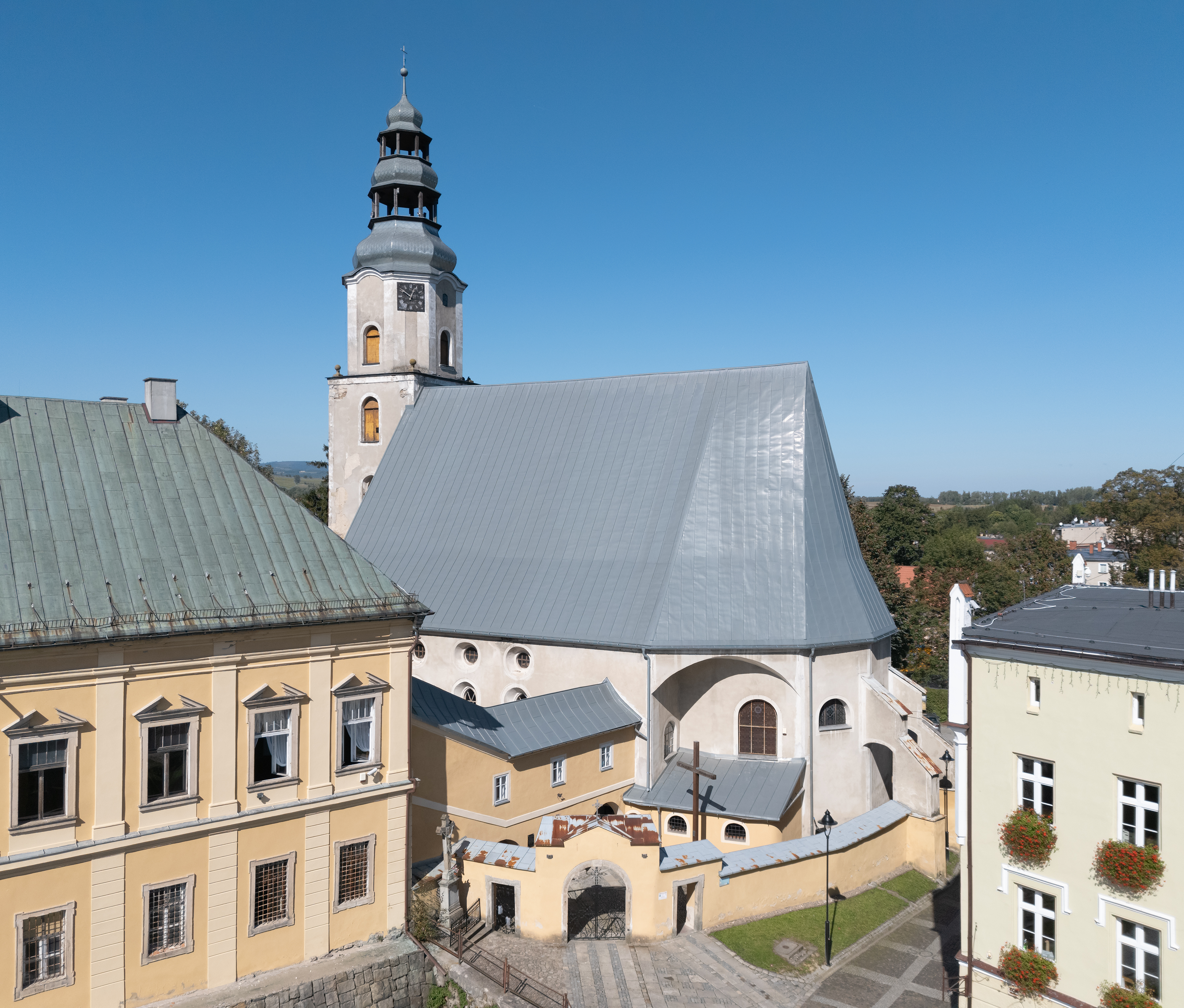
Kościół parafialny Bożego Ciała w Międzylesiu – główna świątynia dekanatu międzyleskiego

Życie religijne w Międzylesiu zaczęło kształtować się wraz z założeniem na tym terenie miasta. Przypuszcza się, że w 1294 roku mógł istnieć w miejscowości kościół parafialny, jednak pierwsze wzmianki dotyczące jego istnienia pochodzą dopiero z 1350 roku. Parafia międzyleska obejmowała swoim zasięgiem także okoliczne miejscowości. Wchodziła w skład dekanatu kłodzkiego, stanowiącego część diecezji, a następnie archidiecezji praskiej.
W XVI wieku miała miejsce w całej Europie reformacja, w wyniku której doszło do rozbicia Kościoła katolickiego i wyodrębnienia się wyznań protestanckich. Nowe nurty religijne zyskały wiernych także w Międzylesiu i w drugiej połowie XVI wieku parafia została przejęta przez luteran. W ich rękach znajdowała się do 1624 roku, kiedy to decyzją cesarza Rudolfa II Habsburga wszystkich mieszkańców przymusowo zrekatolicyzowano.
Wraz z przyłączeniem Międzylesia do państwa pruskiego w XVIII wieku ponownie pojawiła się w nim wspólnota luterańska, licząca kilkadziesiąt osób, która odprawiała swoje nabożeństwa w sali ratusza, następnie sali zamkowej, a w końcu korzystała razem z katolikami z kościoła św. Barbary. Liczebność tej wspólnoty w XIX wieku wzrosła do 98 osób (1867). W 1880 roku założyli oni gminę filialną, a w 1893 roku podjęli starania o budowę własnej świątyni, którą wybudowano w latach 1899–1900.
W okresie dwudziestolecia międzywojennego Międzylesie zamieszkiwało 2589 mieszkańców (1939), w tym: 270 ewangelików i 8 osób wyznania mojżeszowego. Po zakończeniu II wojny światowej wszyscy dotychczasowi mieszkańcy miasta zostali wysiedleni, a ich miejsce zajęła ludność polska, która w zdecydowanej większości wyznawała katolicyzm, wobec czego kościół ewangelicki został przekazany gminie, która urządziła w nim salę sportową oraz magazyn mebli.
Katolicka parafia w Międzylesiu została włączona w obręb administratury apostolskiej archidiecezji wrocławskiej ze stolicą biskupią we Wrocławiu. Na początku 1946 roku znalazła się ona w granicach dekanatu bystrzyckiego, który w 1972 roku stał się oficjalnie częścią reaktywowanej archidiecezji wrocławskiej. W 1992 roku Międzylesie utworzono Dekanat Międzylesie, którego terytorium w zasadzie pokryło się z terytorium gminy Od 2004 r. dekanat wchodzi w skład diecezji świdnickiej.

## Transport

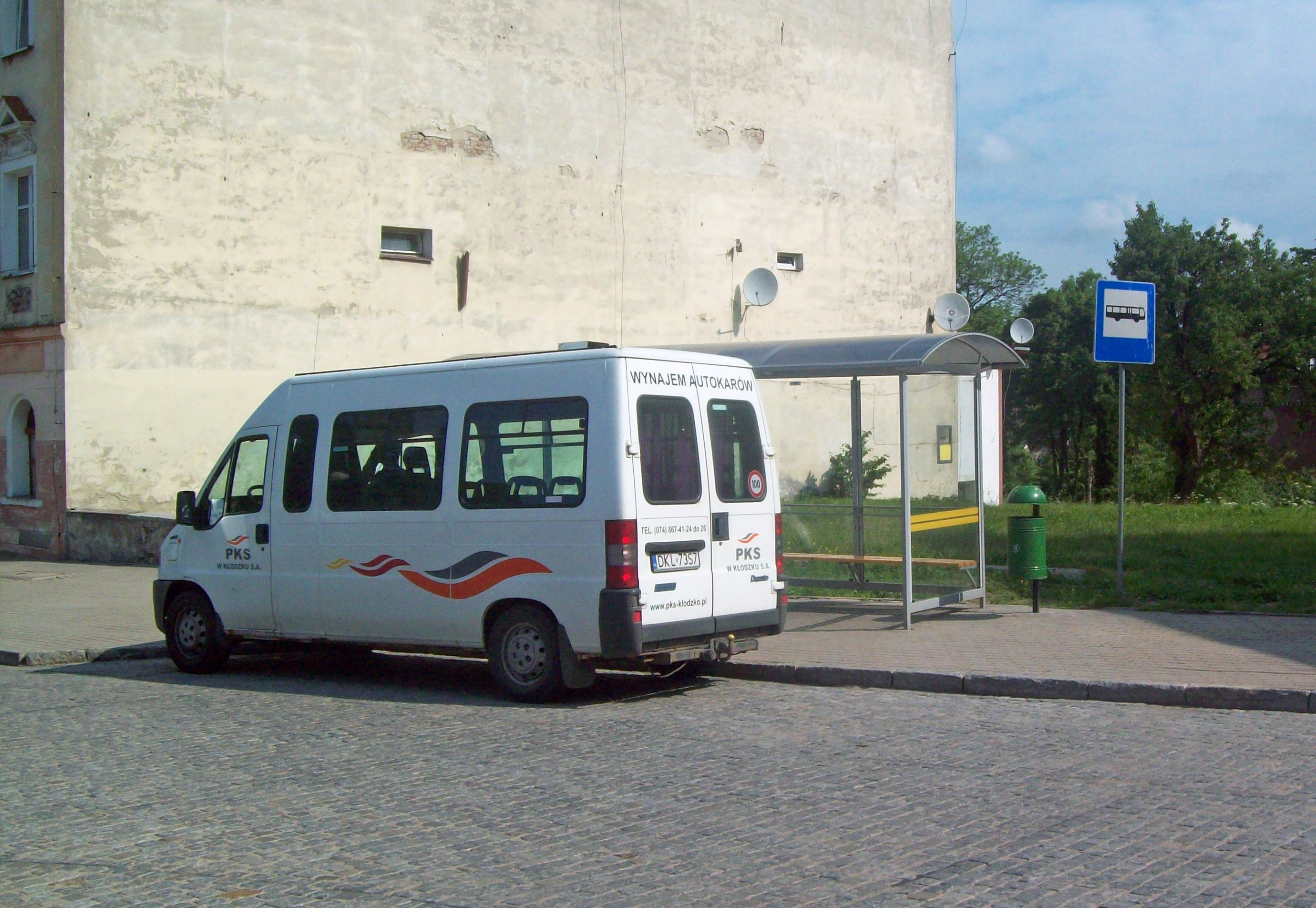
Busik PKS Kłodzko stojący na przystanku Rynek w Międzylesiu

### Transport drogowy
Przez Międzylesie przebiega droga krajowa nr 33 łącząca Kłodzko z Boboszowem, w którym znajdowało się przejście graniczne z Czechami. W mieście droga ta łączy się z drogą wojewódzką 389, która bierze swój początek w Zieleńcu.
Komunikację autobusową zapewnia lokalny oddział PKS Kłodzko, który sukcesywnie wycofuje się z nierentownych kursów do miejscowości położonych na obszarach górskich. W Międzylesiu znajdują się trzy przystanki autobusowe: stacja kolejowa, rynek i szkoła (na żądanie). Z miasta można dojechać autobusem do Bystrzycy Kłodzkiej, Jodłowa, Boboszowa i Kłodzka.

### Transport kolejowy

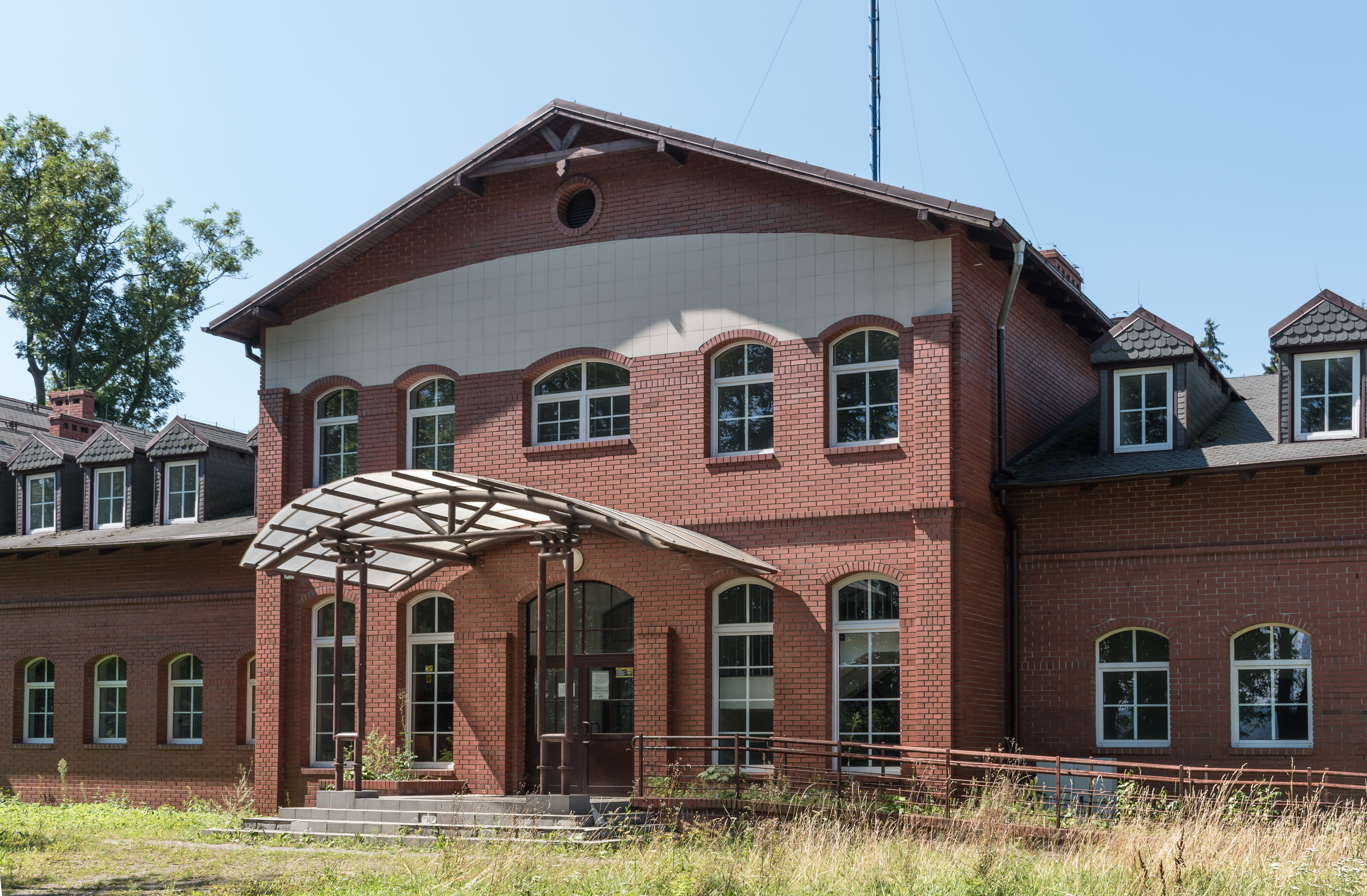
Zmodernizowany w 2004 roku dworzec kolejowy w Międzylesiu. Widok od strony peronów

Międzylesie leży na ważnej trasie kolejowej nr 276 z Wrocławia Głównego do granicy państwowej z Czechami w Lichkovie i dalej do Pragi. Linia ta powstawała od 1869 roku. Odcinek z Kłodzka do Międzylesia oddano do użytku 15 października 1875 roku, a dziesięć dni później połączono z ówczesnymi austriackimi liniami kolejowymi poprzez uruchomienie trasy do pobliskiego Lichkova.
W skład zespołu dworcowego wchodzą: budynek stacyjny, trzy domy dla kolejarzy i wieża ciśnień z 1908 roku.
Komunikacja kolejowa w 2014 roku zapewniała dojazd m.in. do Wrocławia i miejscowości położonych po drodze, m.in. do Bystrzycy Kłodzkiej, Kłodzka, Barda, Kamieńca Ząbkowickiego, Ziębic i Strzelina oraz do miejscowości położonych w Czechach: Usti nad Orlici i Pardubic.

## Polityka i administracja

### Władze miasta
Rada Miejska w Międzylesiu liczy 15 radnych wybieranych w jednomandatowych okręgach wyborczych, w dziewięciu stałych obwodach głosowania. Organem wykonawczym władz jest burmistrz. Siedzibą władz miasta jest ratusz, znajdujący się przy placu Wolności 1 (rynku).
Burmistrzowie Międzylesia (od 1990):
- 1990–1994 Jerzy Błażejewski
- 1994–1998 Feliks Łukaszewicz
- od 1998 r. Tomasz Korczak

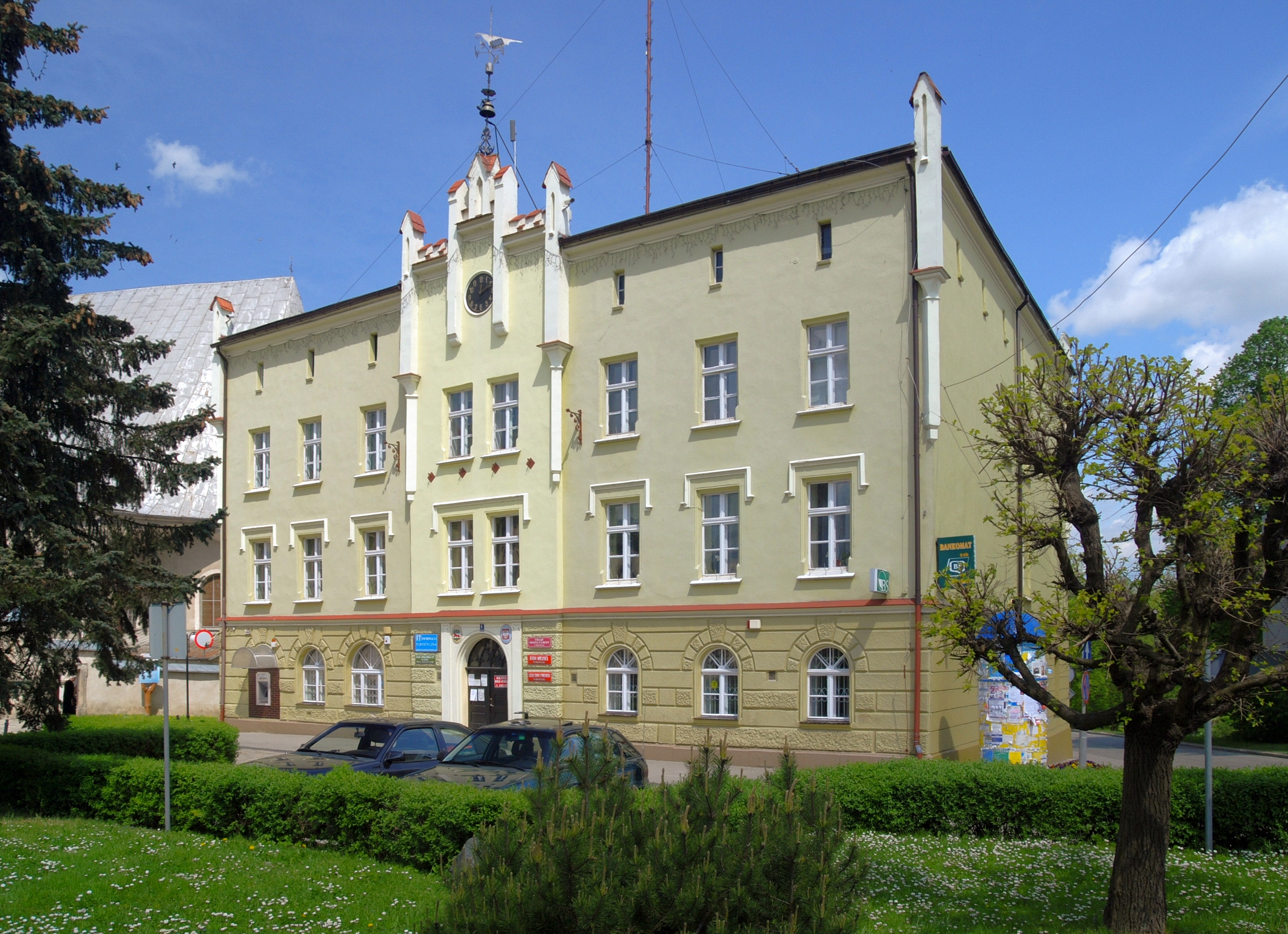
Ratusz w Międzylesiu – siedziba władz miejskich

Mieszkańcy Międzylesia wybierają parlamentarzystów z okręgu wyborczego Wałbrzych, a posłów do Parlamentu Europejskiego z dolnośląsko-opolskiego okręgu wyborczego z siedzibą we Wrocławiu.

### Miasta partnerskie
| Miasto  | Państwo |
| ------- | ------- |
| Králíky | Czechy  |
| Lichkov | Czechy  |
| Dolsk   | Polska  |
| Lohne   | Niemcy  |

Międzylesie jest członkiem Związku Miast Polskich.

## Sport i rekreacja
Międzylesie posiada bazę sportową, na którą składa się Stadion Miejski im. Andrzeja Skowrona, mający 100 miejsc siedzących oraz zespół basenów kąpielowych. Od 2011 roku trwała jego modernizacja, w wyniku której powstał kompleks złożony m.in. z: budynków gospodarczych, basenu sportowego o wymiarach 12,5x25 m, basenu rekreacyjnego, zjeżdżalni „Fala”, brodzika dla dzieci ze zjeżdżalnią. Otwarcie nastąpiło 5 lipca 2013 roku. W mieście działa klub sportowy Sudety Międzylesie, posiadający trzy sekcje sportowe, w tym piłki nożnej. Liczy on 80 członków. Został założony w 1946 roku jako Międzyzakładowy Ludowy Klub Sportowy, a od 1990 roku działa jako MLKS Sudety Międzylesie. Jego prezesem był Jerzy Błażejewski. Obecnie reprezentacja seniorów rozgrywają mecze w a-klasie grupie nr III.
Corocznie organizowane są poza rozgrywkami ligowymi turnieje piłki nożnej: O Puchar Burmistrza Miasta i Gminy Międzylesie, O Puchar Krzysztofa, O Puchar Księdza Dziekana. Wspólnie z Czechami organizowany jest Lekkoatletyczny Trójbój Przyjaźni.

## Turystyka

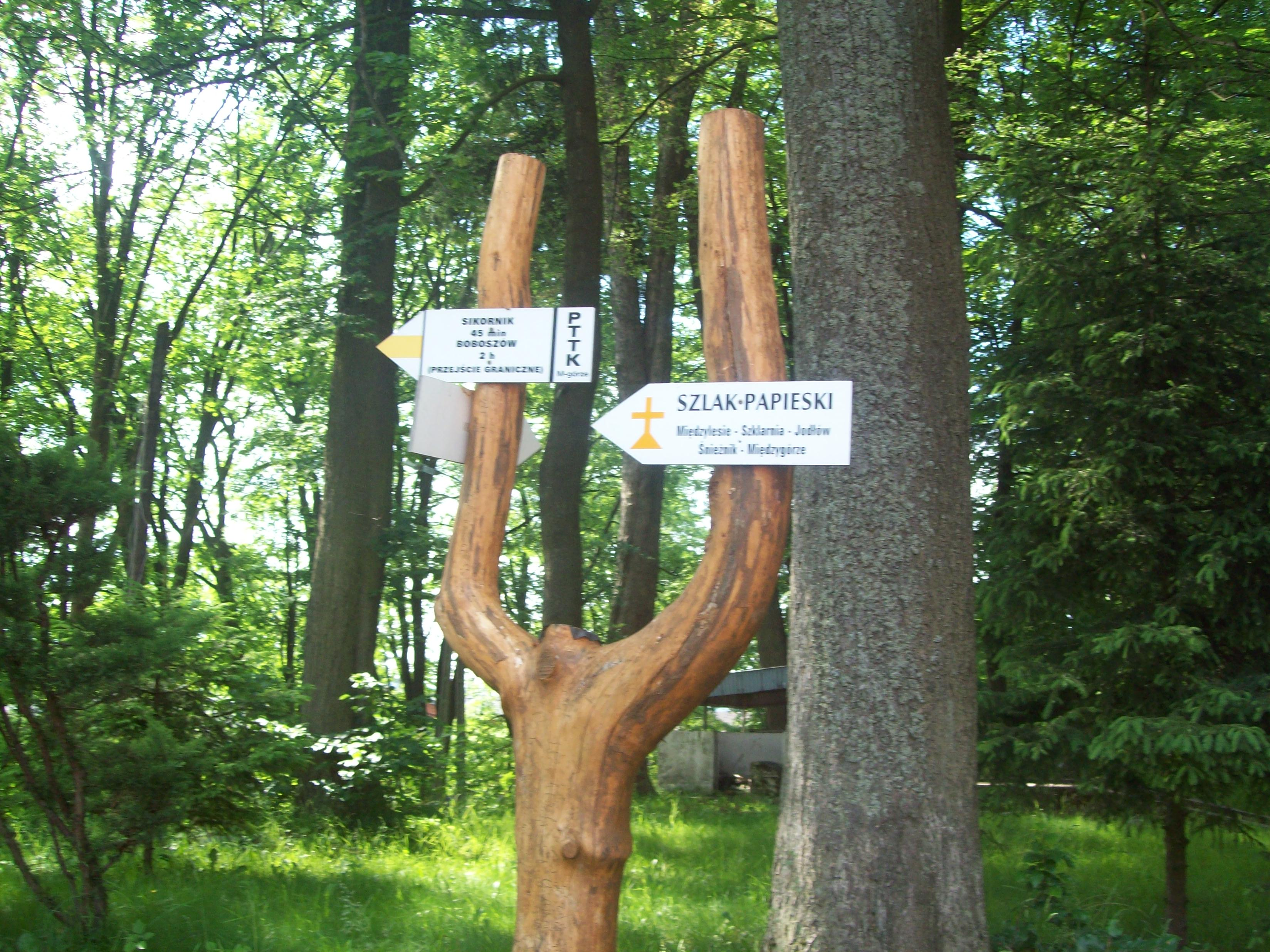
Oznakowania szlaków turystycznych w Międzylesiu

Na atrakcyjność turystyczną miasta składa się: położenie komunikacyjne, ukształtowanie terenu, niski stopień zanieczyszczenia środowiska, walory krajobrazowe, infrastruktura turystyczna oraz zabytki kultury świeckiej i religijnej.
Przez teren miasta przechodzą znakowane piesze szlaki turystyczne:
- czerwony, wiodący z Międzylesia do Kamieńczyka,
- czerwony, prowadzi z Międzylesia przez Sikornik i Pisary na Opacz,
- niebieski, trasa z Międzylesia przez Jodłów-Mały na Mały Śnieżnik,
- niebieski, wiedzie z Międzylesia przez Różankę, Solną Jamę, ruiny Zamku Szczerba na Jagodną, a następnie Przełęcz Spaloną,
- zielony, prowadzi z Przełęczy Międzyleskiej (534 m n.p.m.) przez Opacz na Trójmorski Wierch,
- zielony, wiodący z Przełęczy Międzyleskiej przez Graniczny Wierch, Kamieńczyk, Czerwony Strumień, Lesicę do Niemojowa,
- żółty, prowadzi z Międzylesia przez Sikornik i Boboszów do Przełęczy Międzyleskiej.

W Międzylesiu znajdują się dwa szlaki rowerowe, z czego pierwszy z nich jest szlakami ponad gminnym (czerwony):
- czerwony: Jodłów (turystyczne przejście graniczne)- schronisko Ostoja – Jodłów – Pisary – Międzylesie – Różanka – Domaszków – Długopole Górne,
- zielony: Międzylesie (stacja PKP) – Kamieńczyk (turystyczne przejście

graniczne).
Poza wyżej wymienionymi szlakami od 2006 roku istnieje Miejska Trasa Turystyczna. W jej ramach turyści zwiedzają 22 charakterystyczne punkty na terenie miasta.
W 2008 roku otwarto Szlak Papieski, przechodzący także przez Międzylesie.